# Daimler Company
Daimler (Даймлер) — з 1896 року британська автомобільна марка, що спеціалізується на випуску ексклюзивних і представницьких автомобілів. Штаб-квартира знаходиться в Ковентрі. У 1960 увійшла до складу компанії Jaguar, а потім Ford Motor Company. 2 червня 2008 корпорація Форд, що володіє брендами Daimler, Jaguar і Land Rover, оголосила про їх продаж компанії Tata Motors.

## Готтліб Даймлер та Фредерік Сіммс
Кожній людині, яка хоч щось знає про автомобілі, знайоме ім'я Даймлера. Готтліб Даймлер був одним із батьків автомобіля, в 1889 році він побудував перший 4-колісний автомобіль.
Конструктор Даймлер був обдарованим винахідником, але мав славу дивака, так, наприклад, він роздавав свої патенти направо і наліво, його ім'я носили фірми Daimler Motoren Gesellschaft, Austro—Daimler AG, Luca Daimler і Daimler Motor Company Limited.

Готтліб Даймлер і Вільгельм Майбах на своєму першому автомобілі

У 1899 році Фредерік Сіммс, уродженець Гамбурга, але етнічний англієць, який отримав освіту і в Англії, і в Німеччині, знайомиться на виставці в Бремені з Готтлібом Даймлером, який демонструє на виставці свої 4-тактні двигуни, сам Сіммс займається канатними дорогами і приїхав на виставку представляти канатну дорогу власної конструкції. Не дивлячись на те, що у них була різниця в 30 років, чоловіки потоваришували (Сіммс навчався на інженера в Берліні), а Даймлер був англофілом, який вважав Англію колискою технічного прогресу, і сам провів два роки працюючи в Манчестері, де працював у локомотивній фірмі Beyer, Peacock and Company. До того ж, у обох друзів дружини були австрійками. Через два роки Сіммс дозріває до ДВЗ, і пише своєму адвокату Альфреду Хендріксу до Англії, що збирається продавати ці самі ДВЗ в Британії, і що нехай той готує права на патенти Даймлера у Великій Британії і належні їй колонії (крім Канади) на ім'я Сіммса.

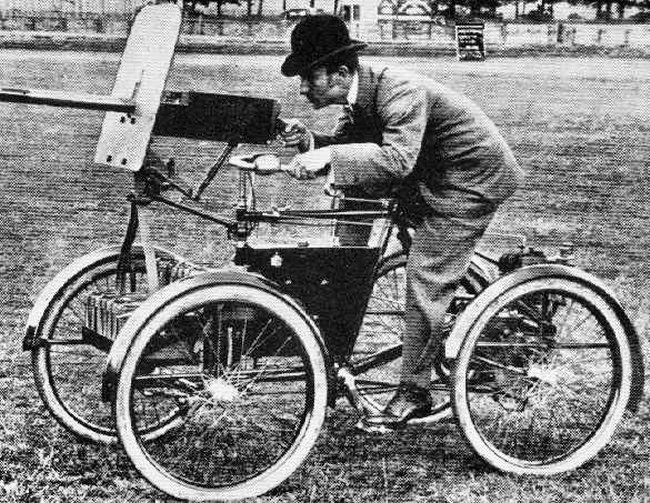
Сіммс на своєму винаході 1899-го (військовий квадроцикл)

## Заснування компанії
У травні 1891 р. Сіммс відправляє до Англії свого механіка Ігона фон Толля, щоб той обслуговував його човен, на якому був встановлений 2-сильний мотор, до речі, сам моторний човен носив ім'я «Канштадт» (місто, де була заснована фірма Daimler Motoren Gesellschaftaimler), сам Сіммс прибуває до Англії через місяць і засновує фірму Simms and Co, його партнером по бізнесу став його ж адвокат, проте в 1893 році Сіммс з'ясовує, що Хендрікс крав, причому по крупному, він розриває з ним стосунки, і, заснувавши нову фірму Daimler Motor Syndicate, передає їй право представляти інтереси Даймлера в Британській Імперії. Цього разу його партнерами стали його кузен Роберт Грей, який до того ж був виноробом, і Тео Васмер, а всього у фірмі, яка насамперед ставила перед собою мету моторизовані човни, працювало сім чоловік разом з перерахованими вище панами.
У травні 1895 р. Сіммс допомагає своєму приятелеві і відомому мандрівникові Евеліну Елліоту придбати у Франції автомобіль марки Panhard et Levassor, який оснащений мотором Даймлера, таким чином ця машина стає однією з перших імпортованих до Англії. Однак Англія, яка була колискою технічного прогресу, на ділі сильно відстала у сфері автомобільної промисловості. Справа в тому, що в Британії діяли закони першої половини століття, за якими самохідний екіпаж не міг рухатися по дорогах загального користування швидше 3.2 км/год у місті, і 6.4 км на годину за містом, при цьому спереду повинна була йти людина з червоним прапором і всіх попереджати про «небезпеку».
Так що «відсталі» закони ні скільки не сприяють розвитку автомобілізму Імперії. Проте Гаррі Джон Лоусон, велосипедний інженер (який вирішив встановити зірку на заднє колесо, і за допомогою педалей і ланцюга приводити в рух заднє колесо велосипеда), за плечима якого була фірма British Motor Syndicate, вирішує в листопаді 1895 року викупити всі права на ліцензії Даймлера у фірми Сіммса, купивши разом з тим і Daimler Motor Syndicate, а в лютому 1896 року Лоусон засновує фірму Daimler Motor Company, де технічним консультантом значився сам Сіммс. Ще в жовтні 1895 р. Сіммс з сером Девідом Селомонсом організовує першу в Англії виставку самохідних екіпажів, а в січні 1896 року разом з Лоусоном засновують Автомобільний Клуб, який починає боротися за скасування «закону про червоний прапор», і нарешті в листопаді 1896 року архаїчний закон скасовують. Тим часом ще в квітні 1896 Daimler Motor Company купує в лізинг на 62 роки щойно відреставровану фабрику Coventry Cotton Spinning and Weaving Co (завод сильно постраждав в 1891 році від пожежі), але на території фабрики обґрунтовується фірма Great Horseless Carriage Co, яка так само належить Лоусону. Great Horseless Carriage Co є компанією, яка володіє ліцензіями на виробництво автомобілів марок Daimler, De Dion, Bollee, Kane-Pennington, Garrard & Blumfield і Serpollet, а фірма Daimler Motor Company тісниться в сараї за головною будівлею, до початку 1897 виробництво автомобілів не починалося, а в каталогах за 1896 рік були намальовані автомобілі марок Daimler (Канштадт), Panhard et Levassor і Peugeot, які мали двигуни конструкції Даймлера, їх, до речі, і продавали, встановлюючи англійські бирки і відраховуючи комісійні фірмам постачальникам .

## Daimler Motor Company (1896—1910)
На початку 1897 з'являється перший автомобіль марки Daimler Motor, оснащений 2-циліндровим мотором об'ємом 1.5 літра. Мотор був розташований спереду, він був з'єднаний з 4-ступінчастою коробкою, і привід був на задню вісь ланцюговим, а взагалі машина була побудована за типом Panhard et Levassor і, аналогічно французькій машині, мала дерев'яну раму.
Технічну частину будували в сараї, а кузов вже доробляли на потужностях фірми Great Horseless Carriage Co. Щоб привернути увагу до своєї продукції було вирішено влаштувати показовий заїзд на 1500 км, Генрі Стурм, який був головним редактором The Autocar вирушає з шотландського села Джон О'Гроат до мису Ленд-Ендс, по шляху зупиняючись і роздаючи рекламні проспекти народу, який збігався подивитися на дивину, всього на цю поїзду пішло 93 з половиною години, тобто середня швидкість склала близько 16 км/год. Однак і без цієї показухи справи у фірми йшли відмінно, так, наприклад, п'ятдесят шасі було замовлено фірмою Stirling's Motor Carriages, і ще сто London Motor Van and Wagon Co, яка, до речі, ставила на шасі «Даймлера» кузова типу Wagonette, тобто щось типу сучасного мінівена, так само з'являється 6-сильна модель.

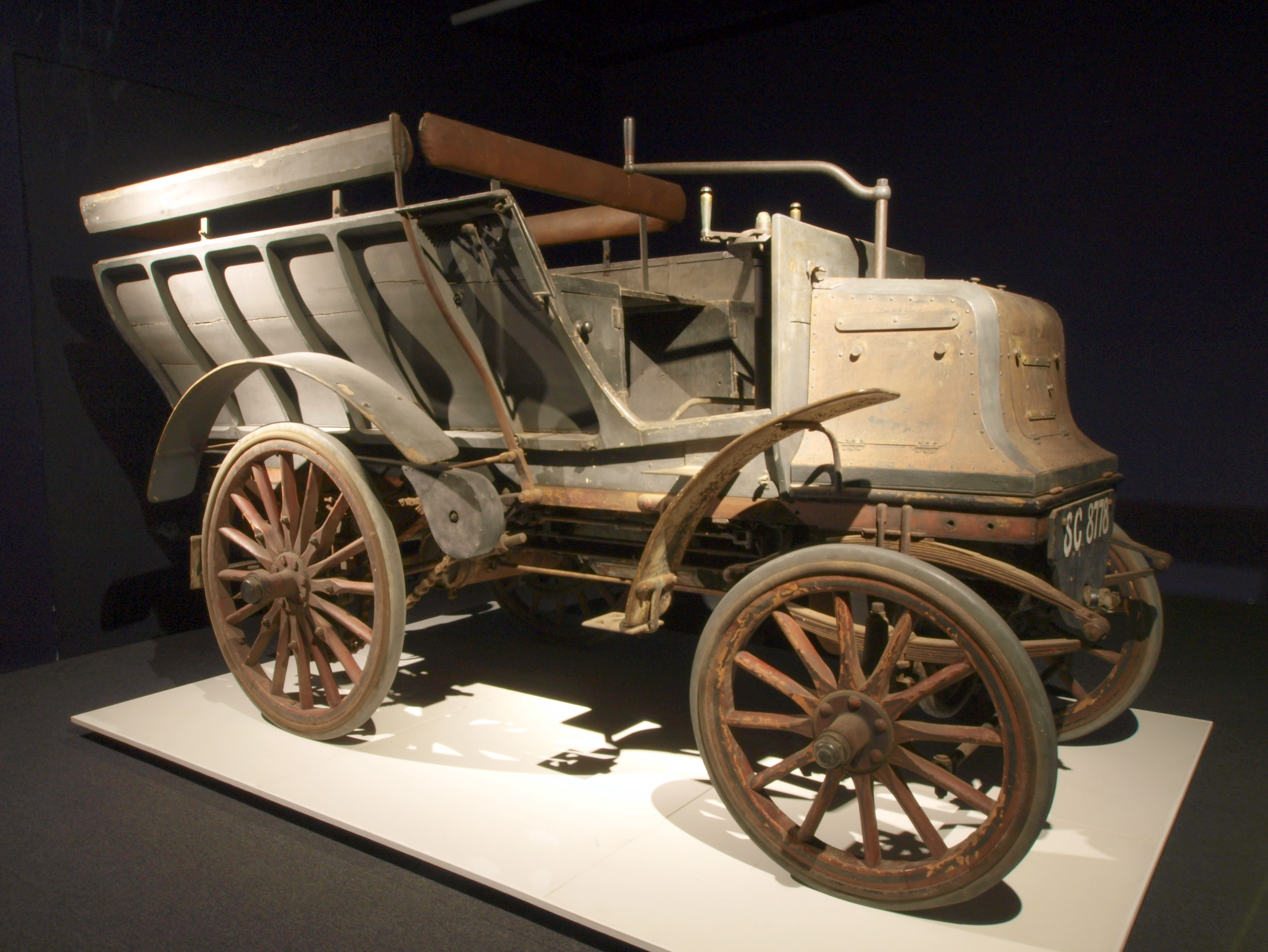
Daimler 6HP Wagonette

Наприкінці 1897 р. Сіммс покидає місце технічного консультанта, а Лоусон залишає місце голови компанії, обидва зосереджуються на нових проєктах. 1898 року замість V2 з'являються нові рядні 2-циліндрові мотори (Phöenix), а незабаром і чотирьох циліндрові, таким чином Daimler 8НР стає першим 4-циліндровим британським автомобілем, через рік з'являється 3-літрова версія потужністю в 11.5 к/с, яка називається 12НР. Крім цього, в 1899 році відбувається перша аварія в Британії, яка, до речі, закінчується загибеллю водія і пасажира, заднє колесо автомобіля зламалося і, втративши керування, він в'їхав в стіну будинку, водій загинув відразу на місці, а пасажир — пізніше в лікарні .
У 1900 році збанкрутіле дітище Лоусона — British Motor Syndicate, купує австралійський гонщик Селвін Френсіс Ейдж, і реорганізовує її в British Motor Traction Co, під крилом фірми створюється компанія Daimler Wagon Co, в цей час Daimler Motor Company подає до суду за використання імені, однак програє справу, тому що фірма є держателем патентів на винаходи Даймлера, але саме прізвище «Daimler» не запатентоване, і тому ім'я німця може використовувати будь-яка компанія, на щастя, новий «однофамілець» прожив всього до 1908 року. Тим часом Сіммс, який на той момент вже був директором німецької фірми Daimler Motoren Gesellschaft, пропонує об'єднати німецьку фірму з англійською, але акціонери англійського підприємства вважають, що справи у них йдуть дуже добре, тому не варто зв'язуватися з фірмою, яка дихає на ладан. А через два роки Елінек, який, фактично, керував фірмою Daimler Motoren Gesellschaft, вирішує називати автомобілі торговою маркою Mercedes, на честь своєї дочки, і тут причина була не стільки в безмірній любові до дочки, скільки в тому, що в Європі було дуже багато різних підприємств, які несли ім'я Даймлера, тому відбувалася плутанина, хто яку машину пропонує, плюс на той момент найбільш швидко розвивається ринок автомобілів у Франції, в якій історично недолюблювали німців, а ім'я Мерседес не має тевтонського відтінку (і взагалі воно іспанське).
У 1898 році Принцу Уельському (у майбутньому Король Англії і всієї Великої Британії Едвард VII) вдалося прокотитися на Daimler Лорда Монтег'ю, і йому сподобалося, він був першим, хто в'їхав на площу перед будівлею Парламенту на моторизованому транспортному засобі, а в 1900 році він купує собі Daimler 6HP Hooper Phaeton, і відтоді Daimler вважається постачальником Британського Королівського Двору, незабаром фірма стає постачальником королівських дворів Пруссії та Іспанії, а потім британці постачають автомобілі монаршим особам Росії, Німеччини, Японії, Швеції та Греції, а також князям в Індії, Маньчжурії та Кореї.

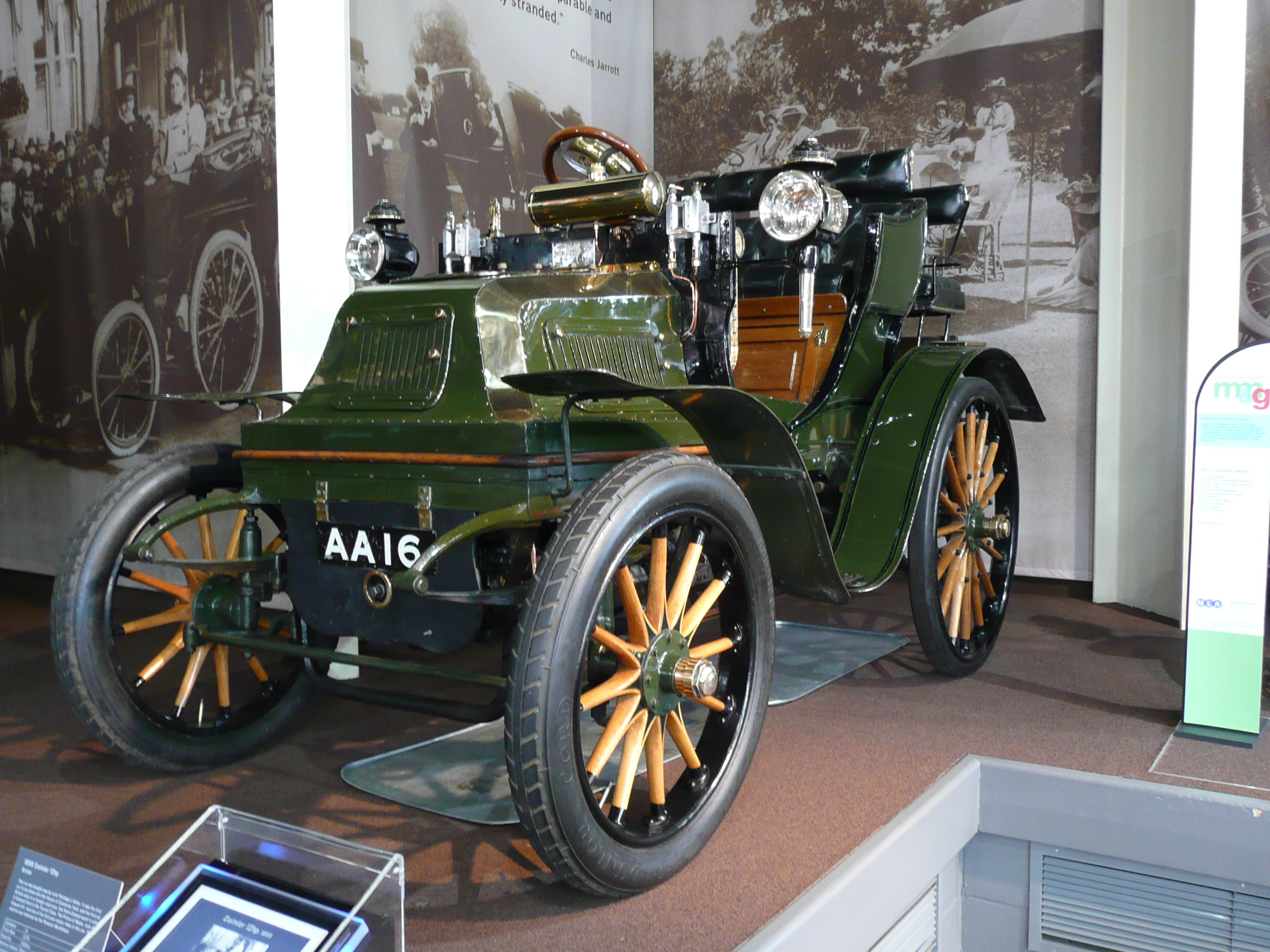
Daimler 12HP

У 1900 лорд Джон-Скотт Монтег'ю бере участь в гонках «1000 Миль» і, не дивлячись на те, що він не отримує штрафних очок, займає він лише 13 місце, тому що Daimler 12HP поступається в максимальній швидкості близьким по конструкції Panhard et Levassor, на якому виступав Чарльз Ройс, перший розвиває 42 км/год, в той час як французька машина розганяється аж до 60 км/год.
До 1902 року широкий модельний ряд, який складався з моделей: 4 ½ НР, 6НР, 7НР, 8,9НР і 11НР (оснащені 2-циліндровими моторами), а так само 12НР, 14НР, 18НР, 22НР і 24НР (4-циліндрові) був неабияк переглянутий, залишилося всього кілька моделей, як наприклад ТА 8НР, ТА 12НР (2.2 л), ТВ 16НР або ТВ 22НР (4.5 л), нові автомобілі розробив Едмунд Льюїс (який перейде потім у Rover і створить для цієї фірми перші мотоцикли і автомобілі). З цього моменту англійські і німецькі машини не мали нічого спільного окрім назви фірм.

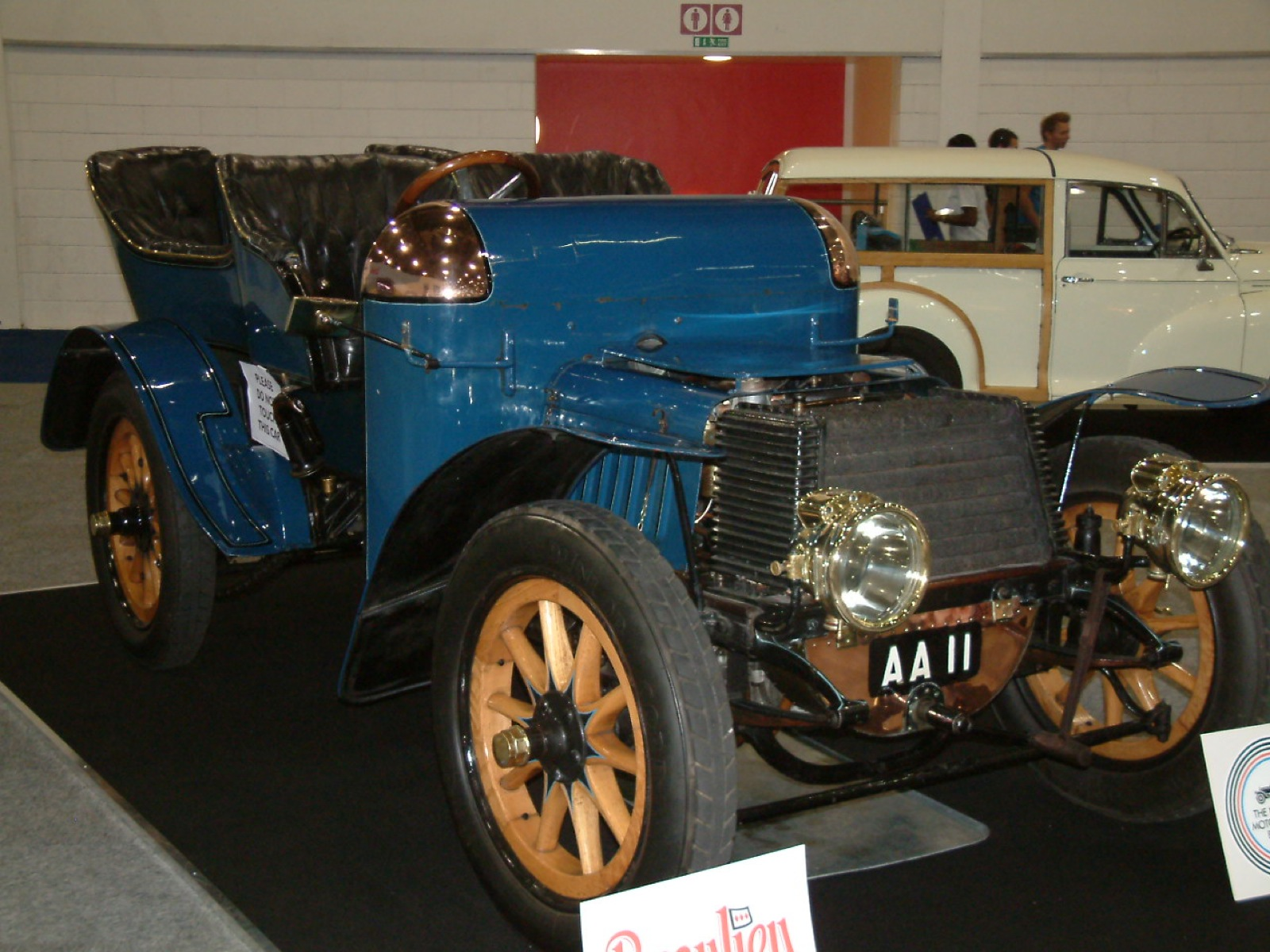
Daimler TB 22HP

До речі, одним з перших покупців нового Daimler TB 22HP був король Едвард VII (який якраз до того часу перетворився з принца в короля), але не тільки це послужило черговою рекламою марки, в цьому ж році Daimler TB 22HP з кузовом Wagonette виграє перегони «1000 Миль» (не плутати з італійськими Мілле Мілья).
У 1904 році модельний ряд був знову переглянутий, в каталогах значиться всього чотири моделі: 7НР, 16/20НР, 18/22НР (5.7 л) і 28/36НР (6.9 л), в цей же час деякі машини отримують знаменитий ребристий радіатор, який став характерним елементом декору автомобіля надалі, але тоді це потрібно було для поліпшення охолодження. До речі, ребра з'явилися ще на автомобілях 1903 р., щоправда, тоді вони розташовувалися збоку корпусу радіатора. У червні 1904 р. фірма викуповує завод Motor Manufacturing Co, тобто колишній Great Horseless Carriage Co, який оголошує про свою неспроможність, з цього моменту виробничі потужності збільшуються. 1905 року від дрібних моделей було вирішено відмовитися і покупці можуть замовити тільки моделі TJ 28/36HP (6.9 л), TK 30/40HP (7.3 л) і TK 35/45HP (8.5 л).
Крім цих і так гігантських моделей, керівництво фірми розглядало варіант і з 10.5 л мотором, який розвивав би 50 сил. Однак, замість цього, до середини 1906 р. з'явилася нова версія ТК 35/45НР, мотор якого був збільшений в об'ємі до 9.2 л. У цей час італійський промисловець Карміне Де Лука, який займався озброєнням, в тому числі гарматами і снарядами, вирішує вийти на автомобільний ринок, щоб не починати справу з нуля, він вирішує купити ліцензію на автомобілі британської марки і тим самим вийти на ринок ексклюзивних авто. Навесні 1906 р. для цього ґрунтується фірма Società Anonima De Luca-Daimler, італієць підійшов до справи з розмахом, відбудувавши виробничі потужності в 60000 м² і набравши 800 співробітників. Технічно автомобілі з Неаполя не відрізнялися від Ковентрійських, але кузова були виконані в італійському стилі та постачалися ательє Bottazzi, що цікаво, ці машини переважно поставлялися назад до Британії, бо в Італії розгорілась економічна криза в акурат з народженням нового підприємства. 1907 року в Італії проходять Тарга Флоріо, De Luca-Daimler виставляє три екіпажі, на яких виступають досить відомі гонщики Убер Ле Блонях і Віктор Емері, а також заводський випробувач Daimler — Джордж Айсон, однак Айсон приходить до фінішу тільки 14, в той час як прославленіші панове закінчують гонку на 20-ій і 26-ій позиції, раніше автомобілі цієї марки не змогли підкорити змагання Kaiserpreis і Herkomer Trophy в Німеччині.
З 1907 року ребристий радіатор встановлюється на всі автомобілі цих двох марок, проте, в 1908 році італійське відділення фірми випускає автомобіль під назвою Auto-Miste, це був гібридний автомобіль, побудований за ліцензією бельгійського конструктора Анрі Піпера, який придумав постачати бензиновий мотор генератором, який переробляв би рекуперативну енергію в електричну, заряджаючи акумулятори автомобіля, які живили б допоміжні електромотори, допомагаючи бензиновому при розгоні або підйомі по горбистій дорозі, точно таку систему використовує через 91 рік Тойота у своєму Пріусі. Англійське ж підприємство вирішило встановлювати таку систему на свої комерційні автомобілі, які так само випускалися паралельно з легковою лінійкою, до речі, ліцензія англійцями була куплена ще в квітні 1906 року, але не була втілена в життя до 1909 р..
У 1907 році Менвілл, голова британської фірми, підписує угоду про покупку ліцензії на гільзовий мотор з Найтом, винахідником цього двигуна. Справа в тому, що на відміну від традиційних двигунів з клапанами, що приводяться в дію розподільним валом через систему коромисел і штовхачів, гільзи ковзали практично безшумно, вимагаючи лише постійного мастила, а Менвілл хотів сконцентруватися суто на автомобілях класу люкс, і безшумні мотори Найта було тим, що він шукав. 1908 року фірма наймає англійського інженера Фредеріка Ланчестера, між іншим, конструктора першого повністю британського автомобіля, для того, щоб той допрацював мотор Найта. У березні 1909 р. перший мотор готовий, а в листопаді дебютує перший 6-циліндровий автомобіль фірми, який має об'єм в 9.4 л і потужність в 57 к/с. Звичайно, крім 6-циліндрових машин, тривало і виробництво 4-циліндрових моделей, але вже всі вони мали «золотникову систему». До речі, саме з появою золотникових моторів і з'являються гібридні вантажні автомобілі марки Daimler.

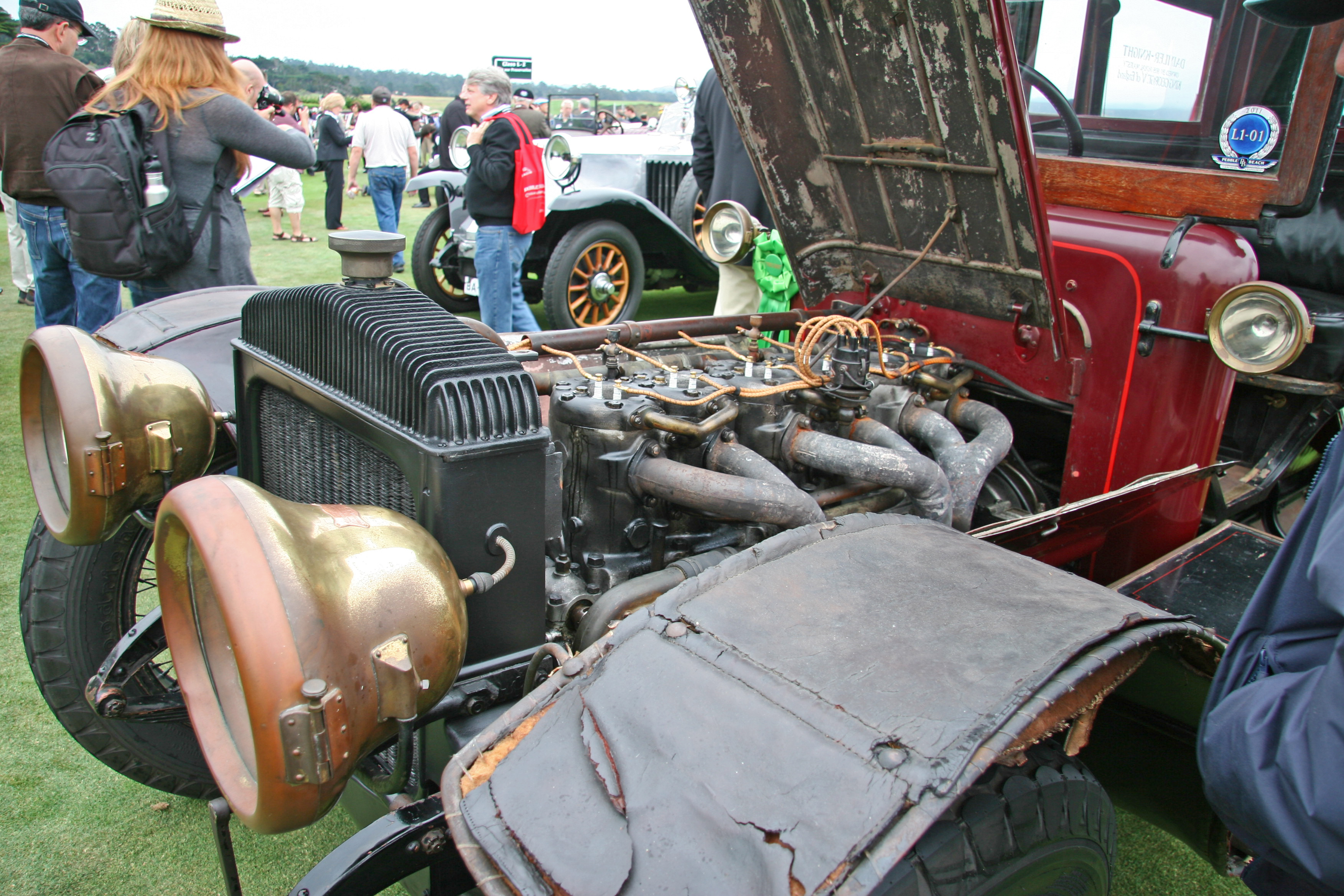
Daimler TC 57HP Limousine

## Daimler Company у власності BSA (1910—1960)
Тим часом італійці теж отримують у своє розпорядження нові мотори, але незабаром британці припиняють співпрацювати з італійцями, які не мають чіткої політики збуту продукції, італійці перейменовують в 1910 році свою фірму в Daimler Italiana, співпраця поновлюється, але у вересні цього року фірма The Daimler Motor Company Limited (фірма була перейменована в 1904 році), об'єднується з компанією Birmingham Small Arms Company, BSA вже випускав велосипеди, мотоцикли та малолітражні автомобілі, хоча основним видом діяльності було виробництво зброї та амуніції для потреб армії. До початку Першої світової випускалося дві моделі: TO 20HP з 3.3 л мотором і 6-циліндровий ТВ 45НР з 7.4 л під капотом. Зв'язки концерну з військовим відомством допомагають отримати великі контракти з початком військових дій, які починаються в листопаді 1914 року, Daimler починає виробляти вантажні автомобілі, карети швидкої допомоги, автобуси, броньовики, військові трактори, а також двигуни для літаків і для перших британських танків.

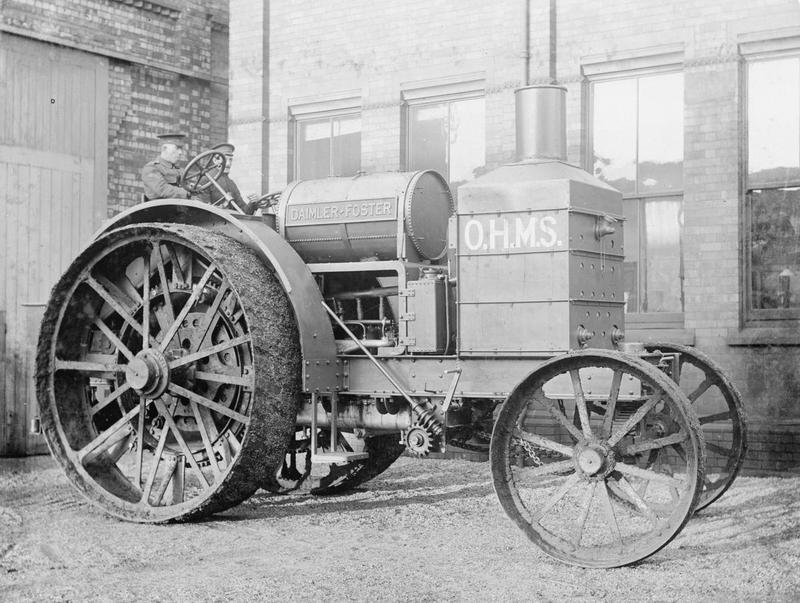
105-сильний артилерійський трактор-тягач Daimler

Після війни фірма відновлює виробництво легкових автомобілів, з'являється 5-літрова 6-циліндрова модель TL 30HP, яку випускають в двох версіях: Light і Standard, а також модель TJ 45HP Special, яка оснащена довоєнним 7.4 л двигуном, але деякі особливі клієнти могли замовити і 9.4 л модель ТС 57НР, як це зробив Георг V. Машина практично не відрізнялася від тих, що ще обслуговували Едварда 7-го, за винятком кузова, але таких машин було побудовано всього чотири для королівського автопарку, плюс три машини замовили сторонні покупці.

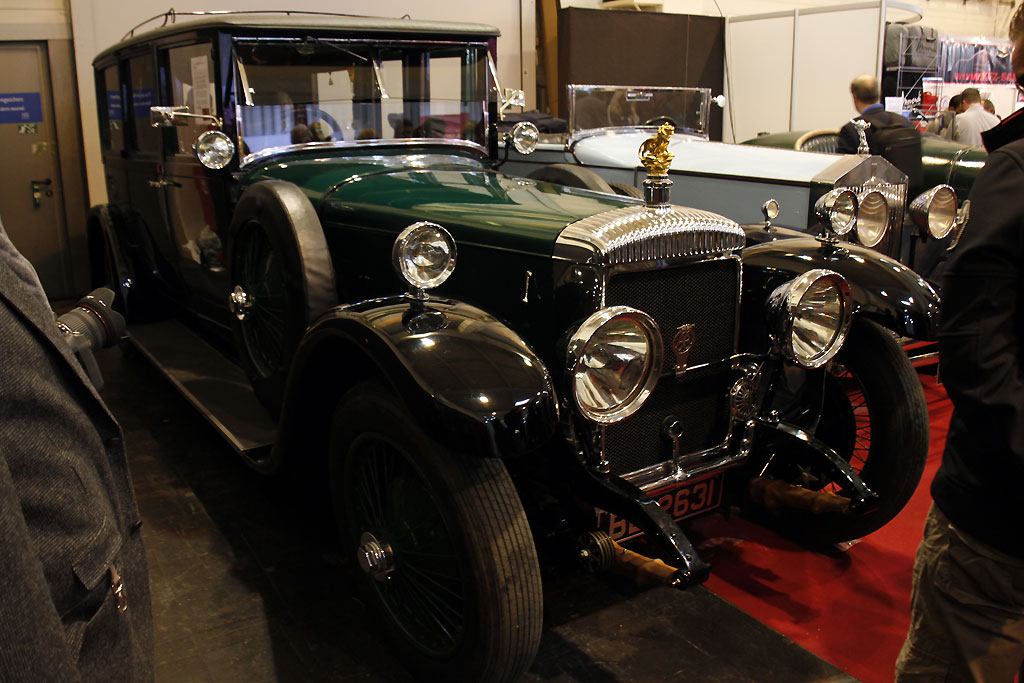
Daimler TC 57HP 1923 року

У 1922 році фірма Marconiphone Company починає експериментувати з установкою радіо в автомобіль, незабаром модель TL 30HP Light можна замовити з радіо цієї фірми, апаратура встановлена в задній частині, але ця опція дуже і дуже дорога (25 % від вартості тепер недешевого автомобіля), особливою популярністю не користується, проте цей факт робить автомобіль цієї марки первістком у світі автоаудіо, бо радіо знову з'явиться в автомобілях тільки в середині наступного десятиліття.
До середини 20-х років модельний ряд Даймлера складався з 7-ми моделей, починаючи з 12-сильної моделі 12НР і кінчаючи величезним 8.5 л 45-сильним N 45HP (найбільша серійна машина на той момент), всі вони були 6-циліндровими, ще в 1924 році був представлений оновлений R 35HP з 5.7 л мотором, який отримав гальма всіх коліс. 1926 року фірма Daimler купує компанію Associated Equipment Company (АЕС), яка випускає автобуси та вантажівки з використанням її вузлів, і перейменовує це підприємство в Associated Daimler Co (ADC). Проте не ця подія і навіть не смерть Лоусона стала ключовою у цей рік. На цей момент головним конкурентом фірми Daimler була компанія Rolls Royce, яка якраз випустила свій Phantom і, щоб заткнути її за пояс, треба було створити щось незвичайне. У підсумку, в 1926 році на «Даймлер» приходить працювати Лоуренс Померой, колишній інженер фірми Vauxhall, а на той момент інженер американської фірми Aluminum Co of America, цей талановитий інженер береться побудувати V12 з «золотниковою системою», перший в світі, та й взагалі, це перший V12 в Європі. Він узяв два рядних 6-циліндрових мотора і встановив на них один колінчастий вал в загальному картері, гільзи були замінені на сталеві, що в загальному збільшило потужність мотора і знизило витрату масла.
У жовтні 1926 року анонсована модель Double Six 50, її мотор мав об'єм у 7.1 л і потужність дорівнювала 150 силам, машина пропонувалася в 2-х варіантах бази (О і Р), коротша модель мала варіант з вужчою колією (W).

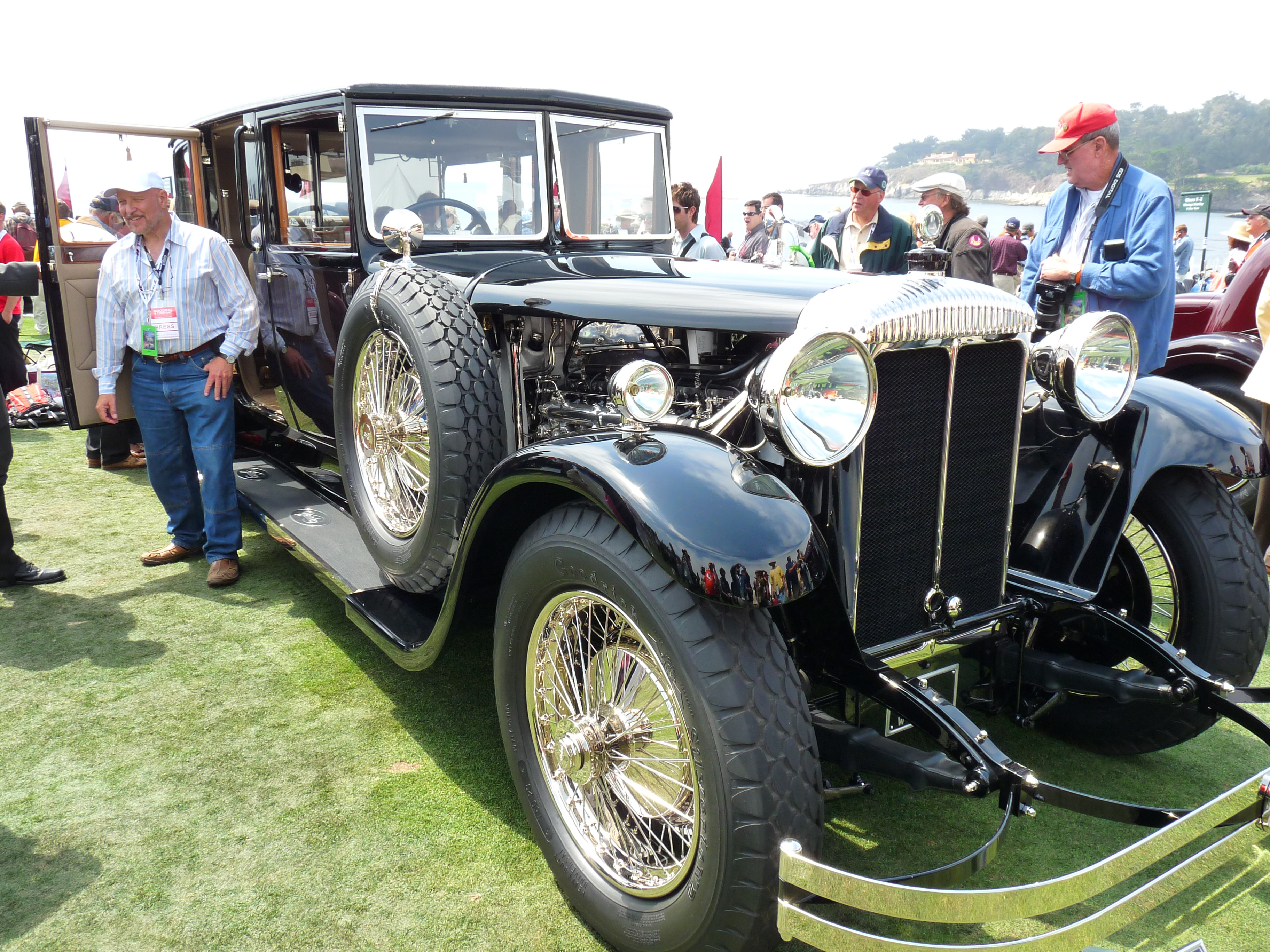
Daimler Double-Six 50 P Limousine

Через рік з'являється менш потужна версія Double Six 30, об'єм якої всього 3.7 л і потужність дорівнює 100 силам, ця модель була і набагато економічніша старшої машини, і споживала всього 20 літрів на 100 км. На відміну від більш старшої моделі, цю машину можна було замовити в 4-х версіях бази: Type Q — 3,32 м, Type M — 3,58 м, Type V — 3,61 м і Type O — 3,68 м, причому дві останні мали і ширшу колію коліс.
У жовтні 1930 р. були представлені оновлені автомобілі, блок мотора стали робити з легких сплавів (позначився досвід роботи Помероя в алюмінієвій компанії), до того ж він став складатися з однієї частини, а не двох, як до цього. Мотор молодшої серії збільшився в об'ємі до 5.3 л, ця модель отримала нову назву — Double Six 30/40НР або Light Double Six, а старша модель Double Six 40/50НР — навпаки, втратила в об'ємі, який тепер дорівнював 6.5 л, а потужність — 140 силам. Шасі обох моделей отримали гідравлічні амортизатори, але головною родзинкою стала преселективна коробка передач, оснащена розробкою Гарольда Сінклейра — гідравлічною муфтою. У результаті вийшов прообраз коробки автомат, машини, оснащені цією трансмісією, купив собі Едсел Форд, а також фірма Cadillac, щоб дізнатися, як влаштована ця коробка, завдяки чому в 1939 році з'явилася автоматична коробка передач Hydromatic на автомобілях марки Cadillac.
У 1931 році за допомогою Ріда Рейлтона, який занизив шасі моделі 40/50НР, будується кілька низькорамних автомобілів, оснащених елегантними кузовами, які вважаються красивими британськими автомобілями 30-х років. Один з них був Double Six 40/50HP Corsica DHC, який мав незвичайні пропорції, довгий капот і низький кузов, крила автомобіля були на рівні капота.

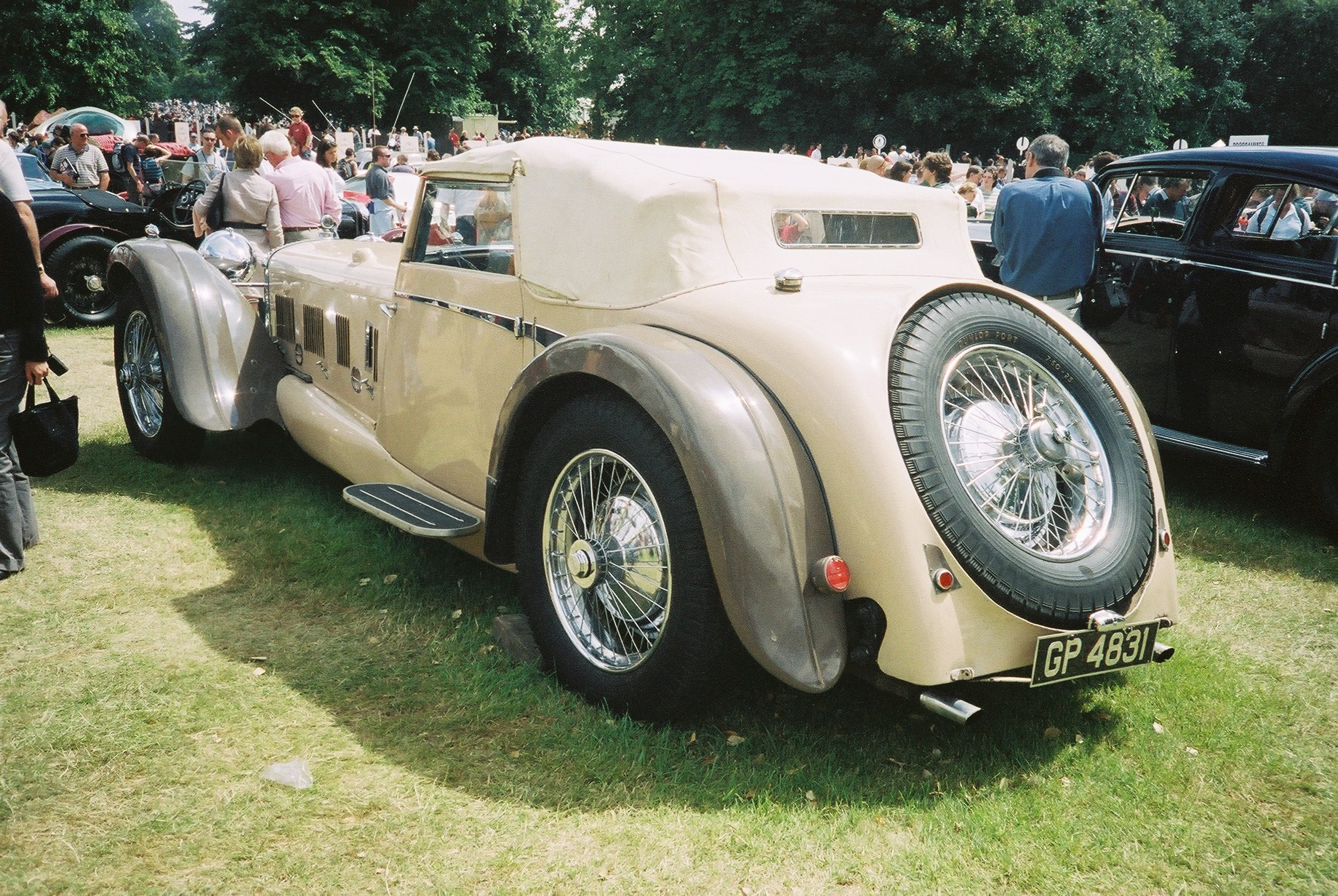
Daimler Double-Six 40/50HP Corscia Drophead Coupe

Другий автомобіль мав кузов седан і його побудували для актриси Анни Нігл.

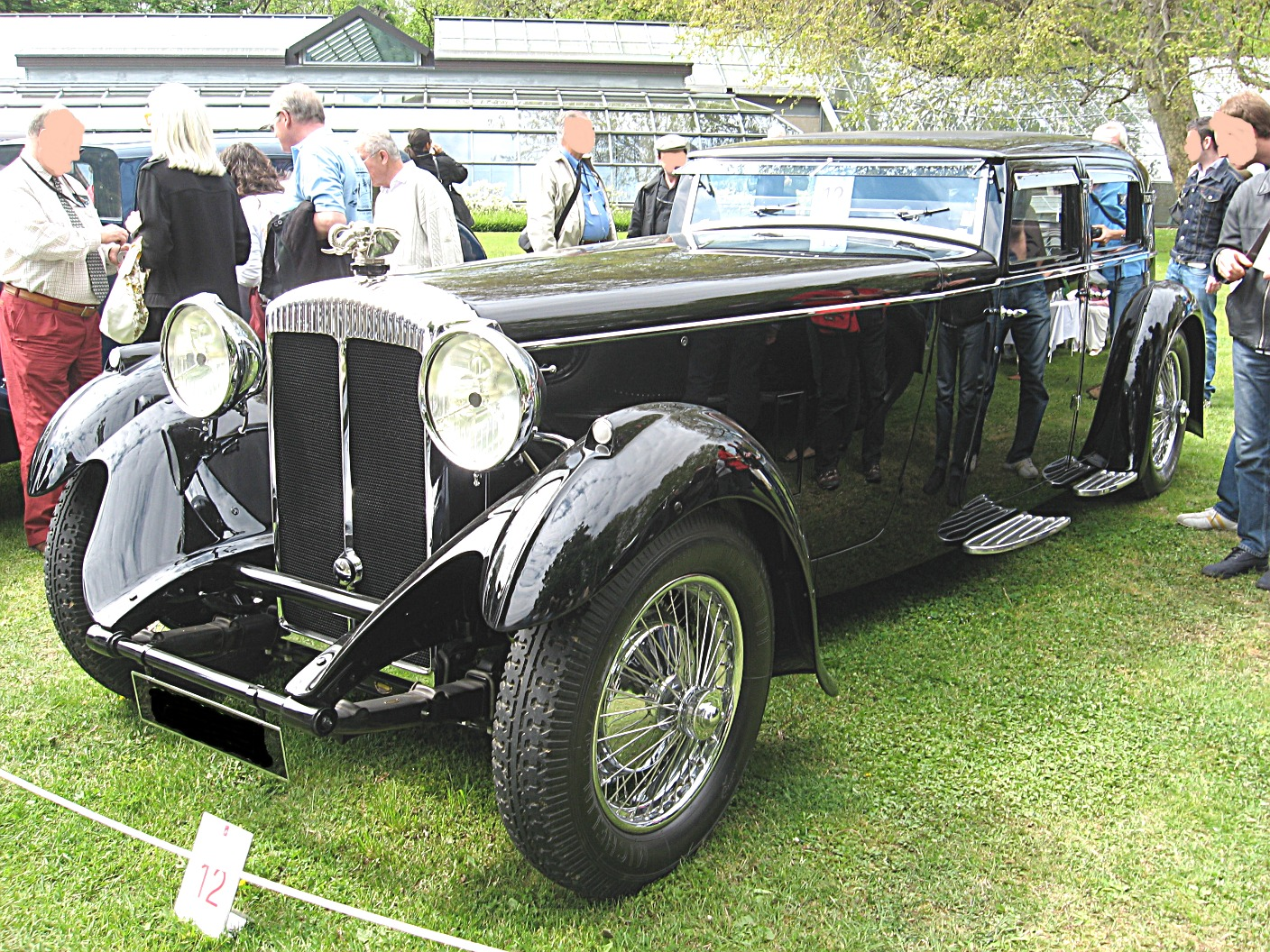
Daimler Double-Six 40/50HP Walter Sport Saloon

Треба зауважити, що не тільки 12-циліндрові машини були присутні в каталогах, все-таки основний прибуток компанії приносили 6-циліндрові моделі, це були Q 20/70НР з 2.6 л мотором і P 35/120НР, яка вела свій родовід з 5.7 л моделі R 35HP. 1930 року з'явилася нова 6-циліндрова модель Twenty Five 20/30HP з 3.6 л мотором (61 к/с), а через рік Q 20/70HP була замінена LQ 16/20HP, яка також була оснащена 2.6 л мотором. Причому обидві нові 6-циліндрові машини також були оснащені новою коробкою передач з гідромуфтою.
Тим часом у світі бушувала криза, яка покосила багато відомих марок, стара британська фірма Lanchester так само стояла на краю прірви, Фредерік Ланчестер був геніальним конструктором, але поганим бізнесменом, у результаті BSA купує фірму, і відтепер Lanchester знаходиться під патронажем фірми Daimler. Це злиття допомагає вийти фірмі Daimler на ринок дешевших машин, в 1932 р. інженери фірми вперше за майже 25 років будують мотор із звичайною клапанною системою, новий 6-циліндровий мотор об'ємом 1.8 л і потужністю в 42 к/с ставиться на шасі Lanchester 10, зовні відрізнити машини можна тільки по ребристій решітці радіатора, технічно ж різниця не тільки в моторах (на Ланчестер стояв 1.2 л 4-циліндровий двигун), але і в коробці передач, яка за традицією фірми була преселективною. Машина мала гідравлічні гальма всіх коліс з підсилювачем. Новинка, яка отримала назву Fifteen, могла поховати імідж марки як королівської та суперлюксової, але, на щастя, цього не сталося.

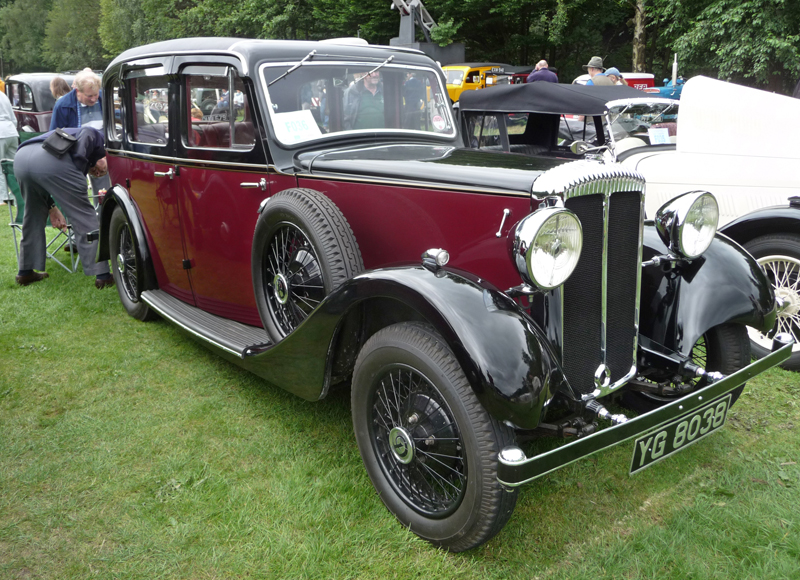
Daimler Fifteen Saloon 15HP

У цьому ж році проходять 1000 мильні ралі RAC Rally, в них перемагає Lanchester 15/18HP, а другим приходить інше дітище концерну BSA — Daimler Double Six 30/40HP. Також в 1932 році припиняється виробництво P 35/120HP, через рік зникає і 16/20НР. Згодом легендарні «безшумні мотори Найта» стали витіснятися моторами звичайної конструкції. Але, не дивлячись на це, за маркою Daimler все одно ще тримається імідж автомобілів для аристократів, а Роллс Ройс — це вибір нуворишів, так це вважалося в ту пору. На 1933 рік зі сцени сходить LQ 16/20HP з 6-циліндровим золотниковим 2.6 л мотором, на зміну йому приходить модель LQ 22 з верхньоклапанним мотором трохи більшого об'єму (2.7 л і 62 к/с), ця машина мала клона — Lanchester Eighteen, який мав мотор меншого об'єму але зовні відмінності зводилися до решітки радіатора, модель Twenty Five 20/30HP також йде в минуле.
У 1934 році Померой створює ще одне знамените творіння — рядний 8-циліндровий мотор об'ємом 4.6 л і потужністю 90 к/с, ця машина отримує назву V26 32HP, це був великий і престижний автомобіль, який доводився прямим конкурентом Роллс Ройсам тієї епохи.

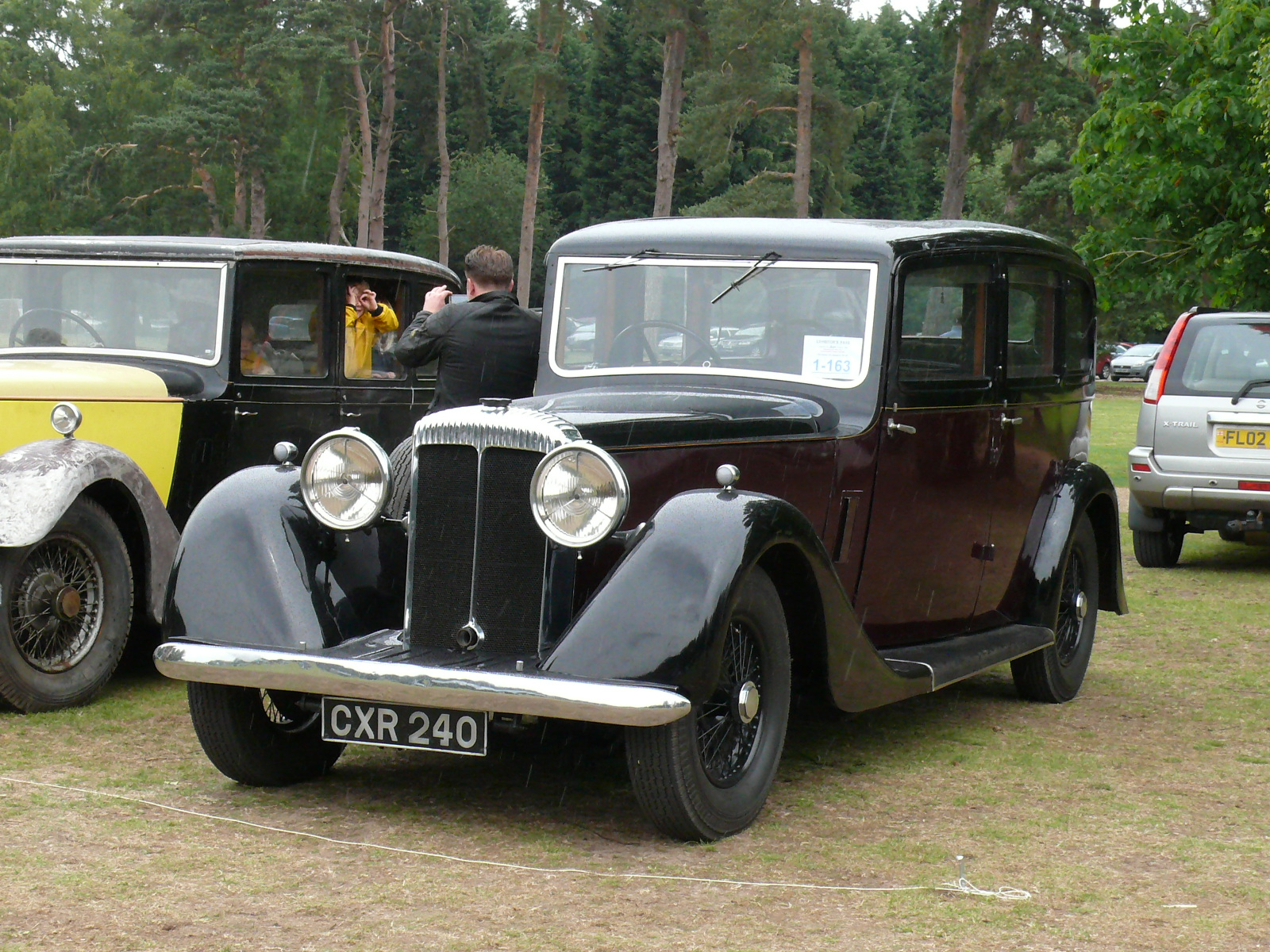
Daimler V26 Straight Eight Hooper Limousine

Правда, знаходилися багаті химерні покупці, які замовляли на шасі цієї машини і екстравагантні спортивні кузова. У цей рік з каталогів вилучають модель Double Six 30/40HP.
Крім цього, модель Fifteen отримує новий мотор збільшеного до 2-х літрів об'єму, правда потужність зросла лише на 2 к/с, тобто до 45-ти. Через рік ця модель модернізується, передня підвіска отримує пружини, мотор збільшений до 2.2 л, кермову колонку тепер можна регулювати по вильоту. Тоді ж модель LQ 22 була перейменована в Light Twenty, при цьому об'єм мотора зменшився до 2.6 л, 8-циліндрова модель, яку перейменували в Straight Eight 4 ½-Litre, отримує молодшу сестру — Light Straight Eight E4 з 3.4 л мотором потужністю в 100 к/с. Також 1936 рік ознаменувався відходом з фірми ряду значних особистостей, таких як Ланчестер або Померой. Тоді ж нова рада директорів, до якої не були переобрані ці два чудових конструктора, вирішила не виплачувати дивіденди акціонерам, а пустити прибуток на розробку нових моделей, які привернули б у ряд покупців золоту молодь, яка віддає перевагу спортивним автомобілям. Позаяк до цього часу «Даймлер» остаточно і безповоротно вважався машиною для серйозних і солідних людей, які сидять ззаду, а не за кермом, в той час на ринку були присутні потужніші і швидкі Bentley і Hispano-Suiza, яким якраз є що запропонувати багатим клієнтам, які люблять самі покрутити баранку.

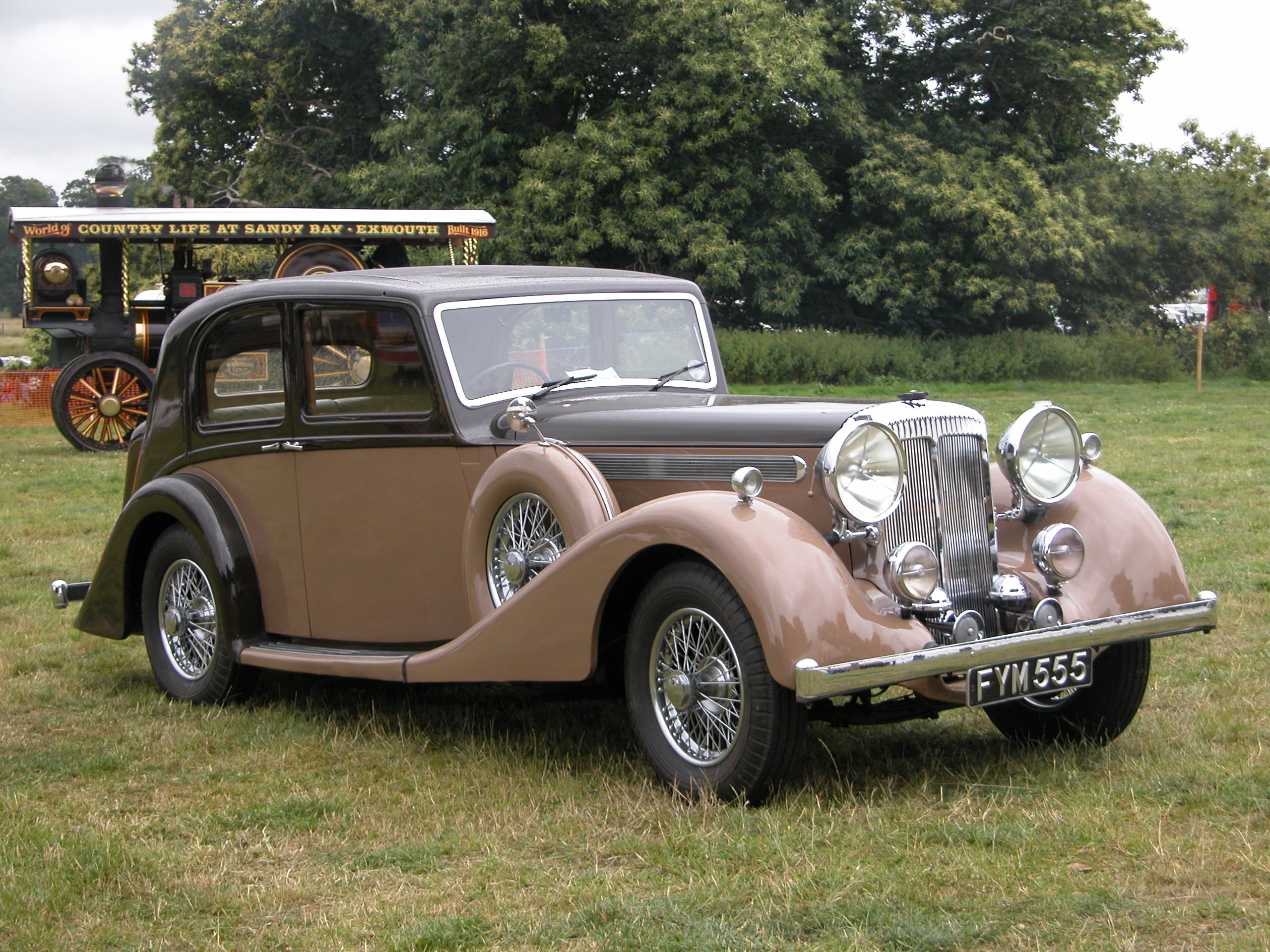
Daimler Light Straith Eight E4 Vanden Plas Saloon

У 1937 році фірма переїздить з Ковентрі в Редфорд, бо старі потужності стали тісними для обширного виробництва, модельний ряд же переглянутий, цього року випускають останній 12-циліндровий автомобіль з золотниковим механізмом, з'являється модель Twenty Four E24 з 3.3л рядним 6-циліндровим мотором, потужністю в 75 к/с; Light Straight Eight отримує збільшений в об'ємі мотор, тепер він дорівнює 4-м літрам; модель Fifteen значно перероблена, вона отримує незалежну передню підвіску, розроблену Гірлінгом, гідравлічні амортизатори, колія коліс значно розширена, а потужність 2.2 л мотора доведена до 56 к/с. Вантажне відділення фірми починає випускати вантажну техніку з дизельними моторами, правда поки що покупними, крім цього, починають з'являтися перші тролейбуси марки Daimler.
У квітні 1939 року Fifteen отримує новий 2.5 л мотор потужністю 66 к/с, разом з ним і новий індекс — DB17. Цей мотор проєктувався для Daimler Dingo, військового повнопривідного броньовика, розробку якого фінансувала військове відомство, крім цього з'являється спортивна версія Special Sports, потужність якої доведена до 90 к/с, завдяки вищому ступеню стиснення, додатковому карбюратору та іншій системі впуску-випуску, таку ж версію отримав клон фірми Lanchester, до речі цікавий момент, що деякі багаті клієнти, які були шанувальниками фірми Lanchester, могли замовити собі великі Daimler з решіткою радіатора в стилі Lanchester та іншими елементами декору цієї фірми, як це робив наприклад один з махарадж Індії. У вересні 1939 року Fifteen DB17 перейменовується в DB18 2 ½-litre, габарити залишилися колишніми, але потужність зросла до 70 к/с. 

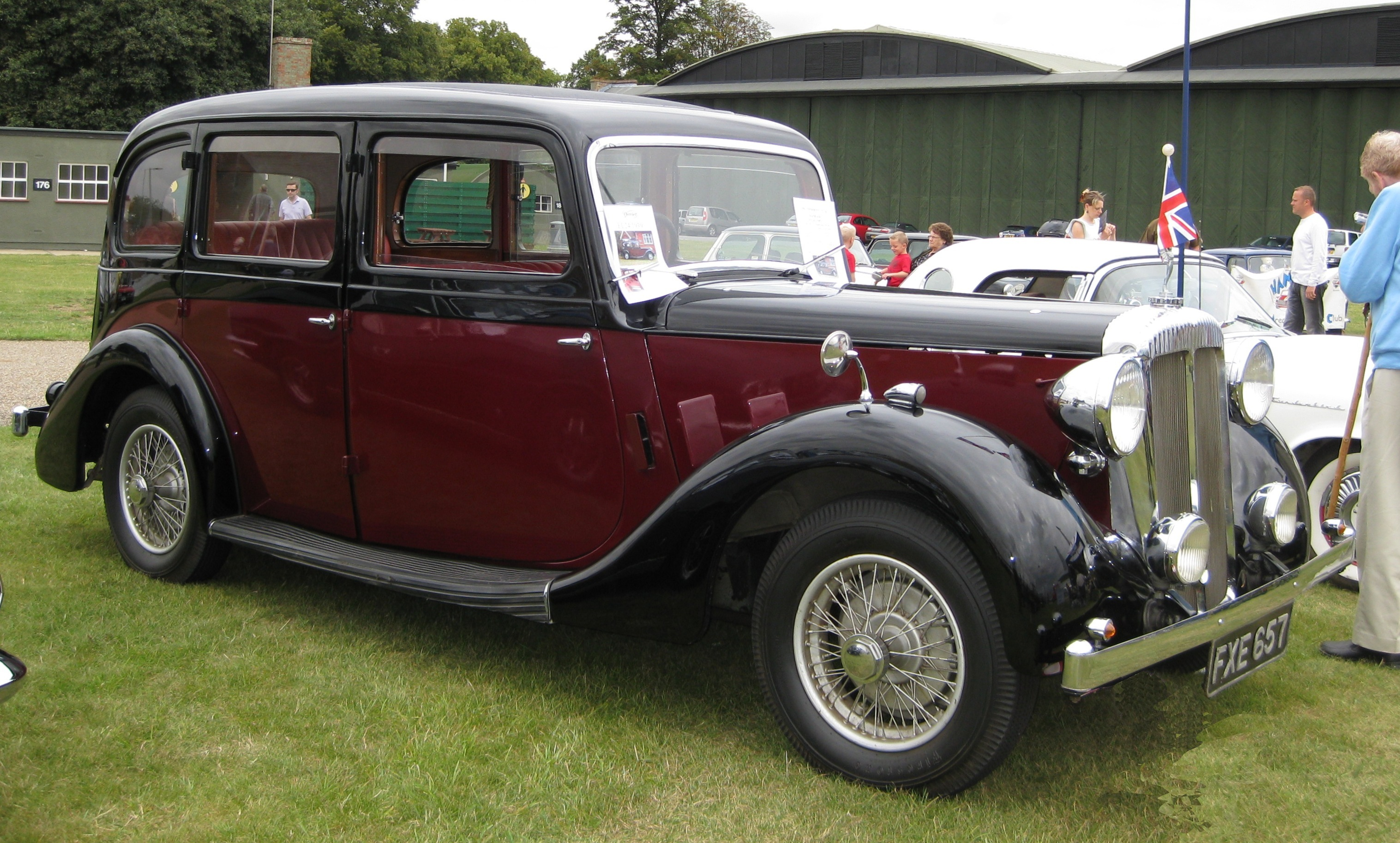
Daimler EL24 Limousine

Також цього року фірма поглинає кузовні компанії Birtley Co, Hooper and Co і Barker and Co. 1940 року починається війна, з каталогів зникають всі моделі, крім DB18, яка має той же мотор, що і Daimler Dingo. Вивільнені потужності переходять на виробництво двигунів для літаків, танків, кулеметів і вже згаданих Dingo, в ході війни розвідувальний броньовик модернізується, до вже наявної незалежної підвіски всіх коліс додаються дискові гальма всіх коліс, мотор збільшений в об'ємі до 4-х літрів і потужність до 100 к/с. У той час заводи фірми мали стратегічне значення, і завод в Ковентрі на Сенді-Лейн був знищений під час першого бомбардування Ковентрі німецькими Люфтваффе в 1940 році. Проте за допомогою держави компанія переводить своє виробництво на завод на Браунс-Лейн.

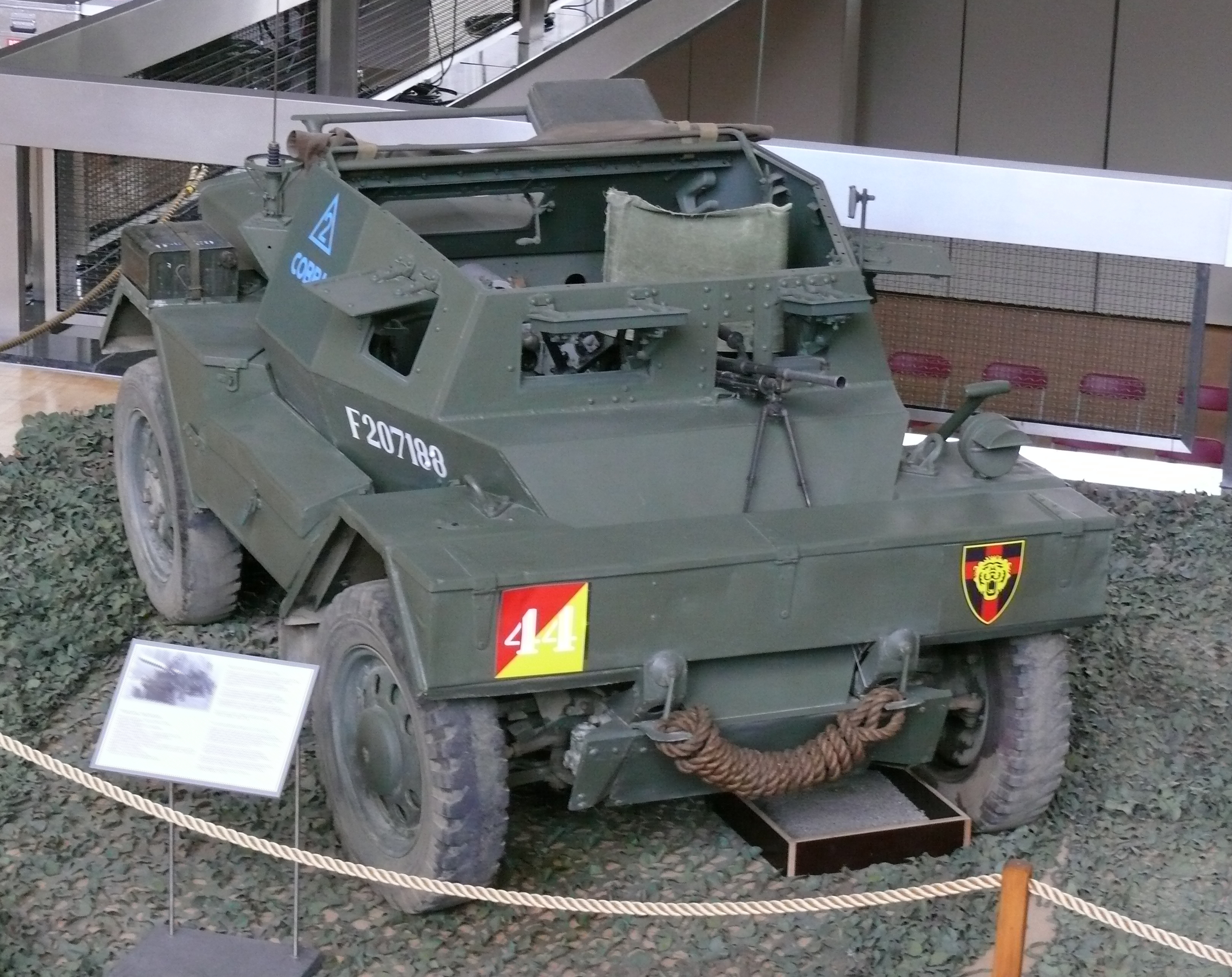
Daimler Dingo MkII

Ще наприкінці 1944 року, передбачаючи кінець війни, приходить замовлення з британського королівського двору — виготовити машини для британських колоній, куди збиралися в тур монарші особи. Крім цього, прем'єр-міністр Черчилль замовляє собі новий Daimler DB18 Drophead Coupe, який йому потрібен для поїздок під час передвиборної компанії.

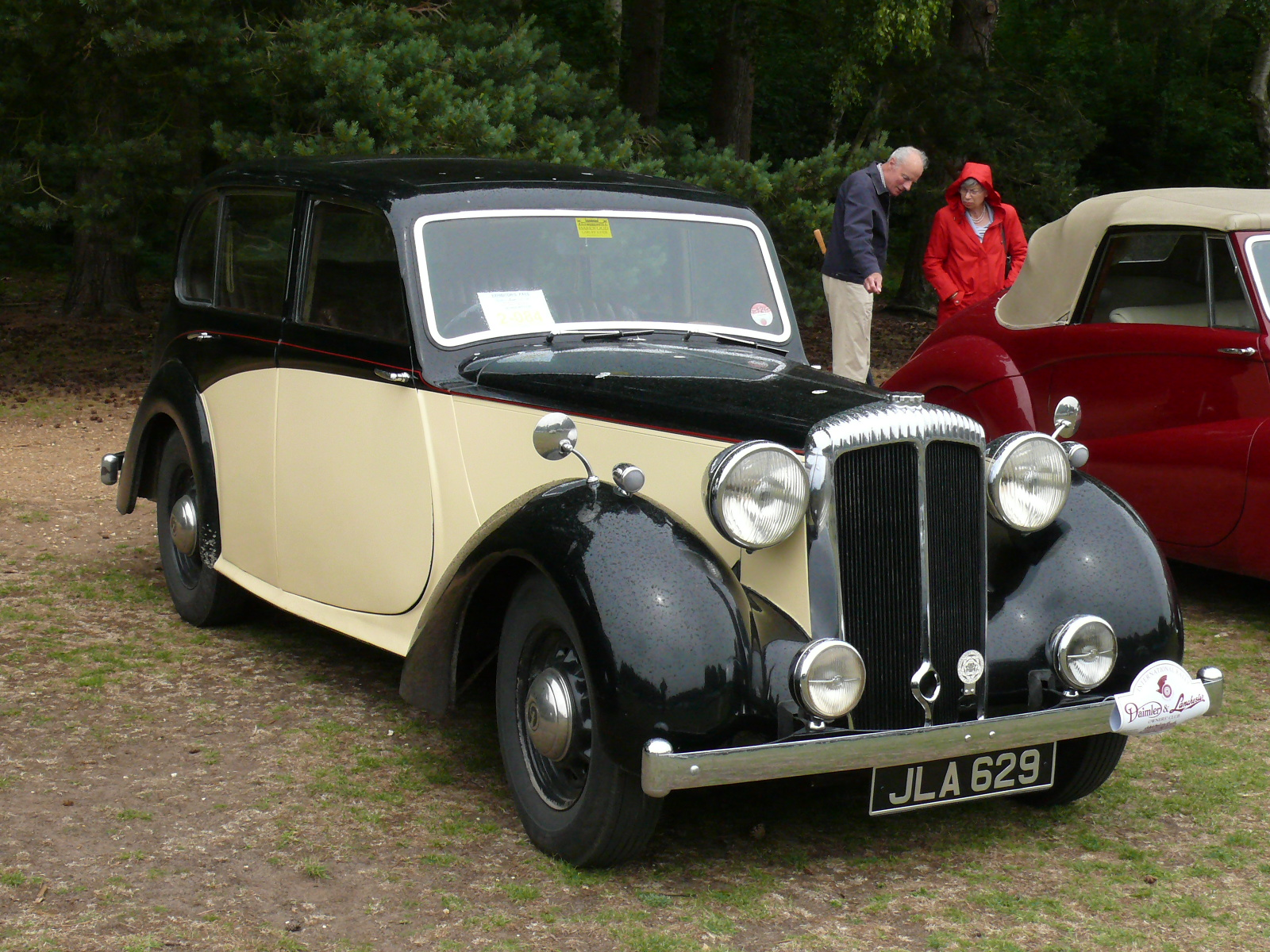
Daimler DB18

У повоєнний час, в 1946 році, Daimler Motor відзначає свій 50-річний ювілей великими замовленнями для монарших дворів Європи і не тільки. У лютому запускається в серію модель DB18, яка технічно ідентична довоєнній моделі, за тією лише різницею, що тепер покупці можуть замовити спеціальні кузова типу Empress Saloon, через місяць з'являються нові моделі, перша має 6-циліндровий мотор, який встановлювали на розвідувальну машину, його об'єм дорівнює 4.1 літра і потужність 110 к/с, ця машина отримує індекс DE27, друга ж новинка — машина з рядною вісімкою, побудована на базі довоєнної машини, тільки тепер мотор збільшений в об'ємі до 5.5 л, а потужність мотора дорівнює 152 к/с. Ці машини отримують першими у світі штатні електричні підйомники скла. Зовні ці машини відрізняються тільки деякими елементами декору.

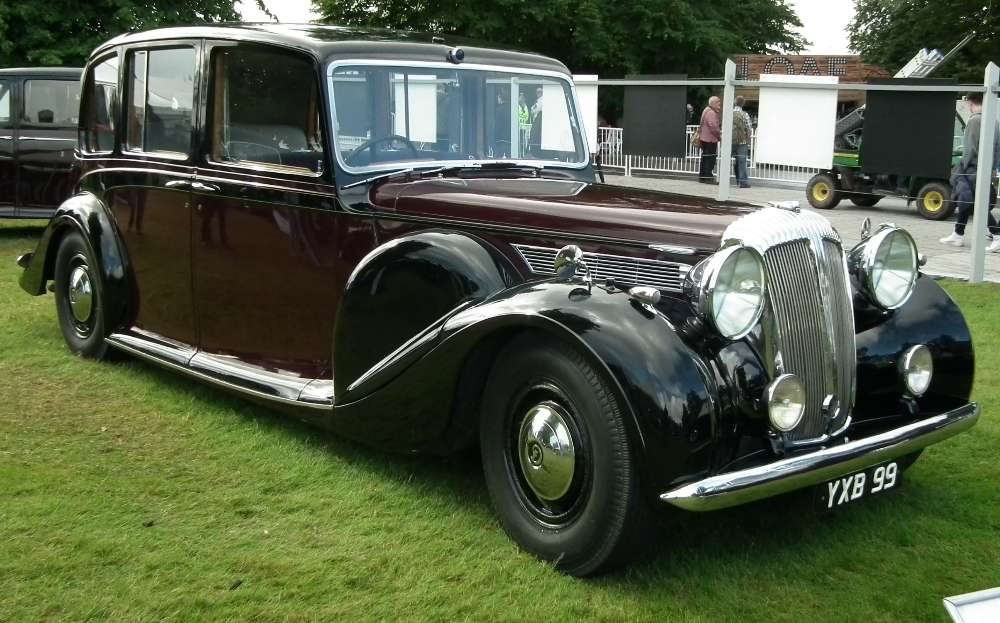
Daimler DE36

У 1947 році Велика Британія підвищує податки на покупку автомобіля, тепер казні треба оплатити 66.6 % від вартості автомобіля, такий розклад насамперед б'є по виробниках розкішних автомобілів, що вижили після кризи і війни, яким і так не легко знайти в цей час забезпеченого клієнта. В цьому ж році принцесі Єлизаветі на 18-річчя батьки дарують новий Daimler DB18 DHC by Barker, оснащений преселективною коробкою передач, машину відправляють на Мальту, і там коробка не одноразово відмовляє через перегрів, проте Георг VI в березні 1949 замовляє собі новий Daimler DE36, але й у цієї машини постійно перегрівається коробка передач. Королівська родина, що потребує надійного автомобіля, пересідає вперше за 50 років з Daimler на Rolls Royce, імідж марки підмочений. Хоча на ній продовжують їздити королі Афганістану, Таїланду, Швеції та принц Монако.
У 1948 році модель DB18 отримує спортивну версію Special Sports, потужність якого доведена до 85 к/с, і замовити машину можна тільки у відкритій версії, кузова якої виготовляє фірма Barker & Co, нетлінкою якої є кузов для першого Rolls Royce Silver Ghost, завдяки якому і з'явилася ця друга назва у цієї машини. 

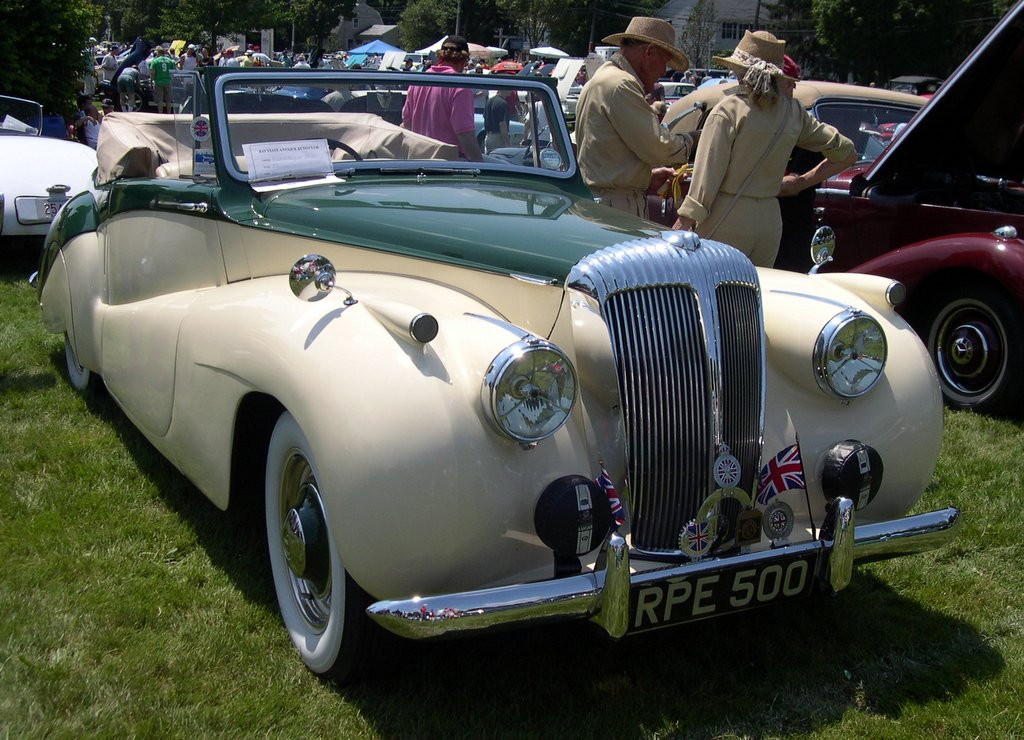
Daimler DB18 Drophead Coupe

У 1949 році молодша модель отримує ще один новий кузов, який носить власне ім'я — Consort, корпус фари влитий в передні крила, і решітка радіатора, закруглена на манер старших моделей, виділяє її від інших варіантів цієї серії, великі ж моделі випускаються практично без змін, за винятком появи варіантів для швидкої допомоги (DC27).

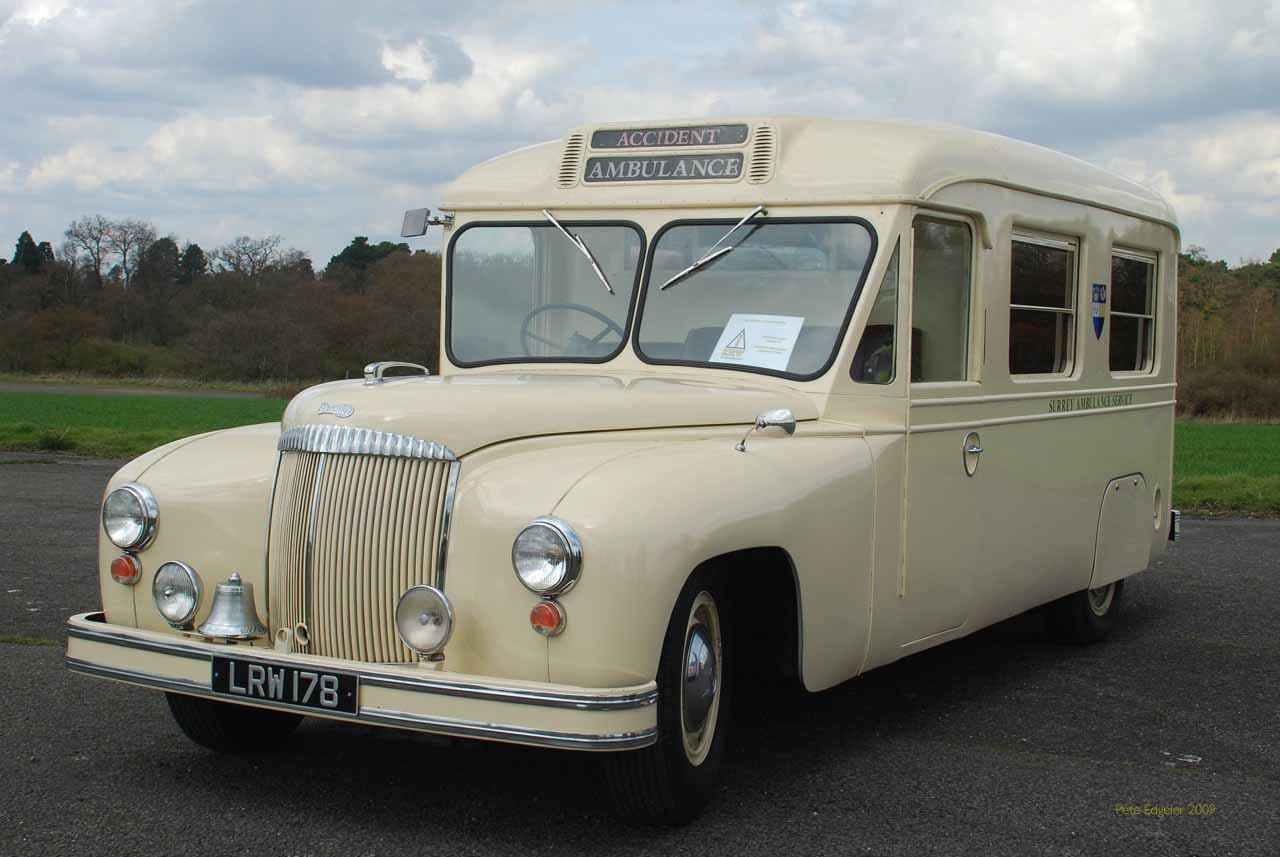
Daimler DC27 Ambulance by Hooper

Також цього року Бернард Доккер, глава концерну BSA і єдиний син Дадлі Доккера, засновника цієї імперії, одружується з чорною вдовою — Леді Коллінс (до шлюбу Нора Ройс Тернер). Вона була колись танцюристкою у відомому клубі, її покровителем був Лорд Мальборо, дівчину розкрутили і вона стала світською левицею. Незабаром Леді Доккер зацікавилася бізнесом чоловіка (в дитинстві її батько був автомобільним дилером, однак невдахою, через що звів рахунки з життям), в результаті її чоловік робить її директоркою кузовобудівної фірми Hooper. Леді Доккер почала наполягати, що потрібно міняти політику продажів, зараз машина відома тільки в колі аристократії, та й та вже переходить на «Роллс Ройси», автомобілі самі технічно застарівають і треба звернути увагу на марку більшої кількості клієнтів, для цього треба створювати шоу-кари і нові моделі.
Восени 1951 була представлена нова модель DF300, це був автомобіль з шасі DB18, на які встановили 3-літрову рядну шістку, кузов седан був зроблений за мотивами Lanchester Fourteen, цей варіант отримав ще власне ім'я — Regency, — проте можна було замовити і відкриту версію цієї машини, на яку знайшлося в результаті всього три покупці — Regency Barker Special Sports. Але на автомобільній виставці не він був цвяхом програми, а купе на базі DE36, яке було вкрите 7000 золотими зірочками і хромовані деталі були покриті позолотою, називався цей шоу-кар Daimler The Gold Car. 
У 1952 р. DF300 отримує солідний кузов, виконаний в стилі Razor Edge, — Empress II, бо молодша модель DF18 позбавляється цього кузова, модель DE27 йде на спочинок, але 8-циліндрова модель ще продається, більше того на її базі будується другий шоу-кар — Blue Clover.

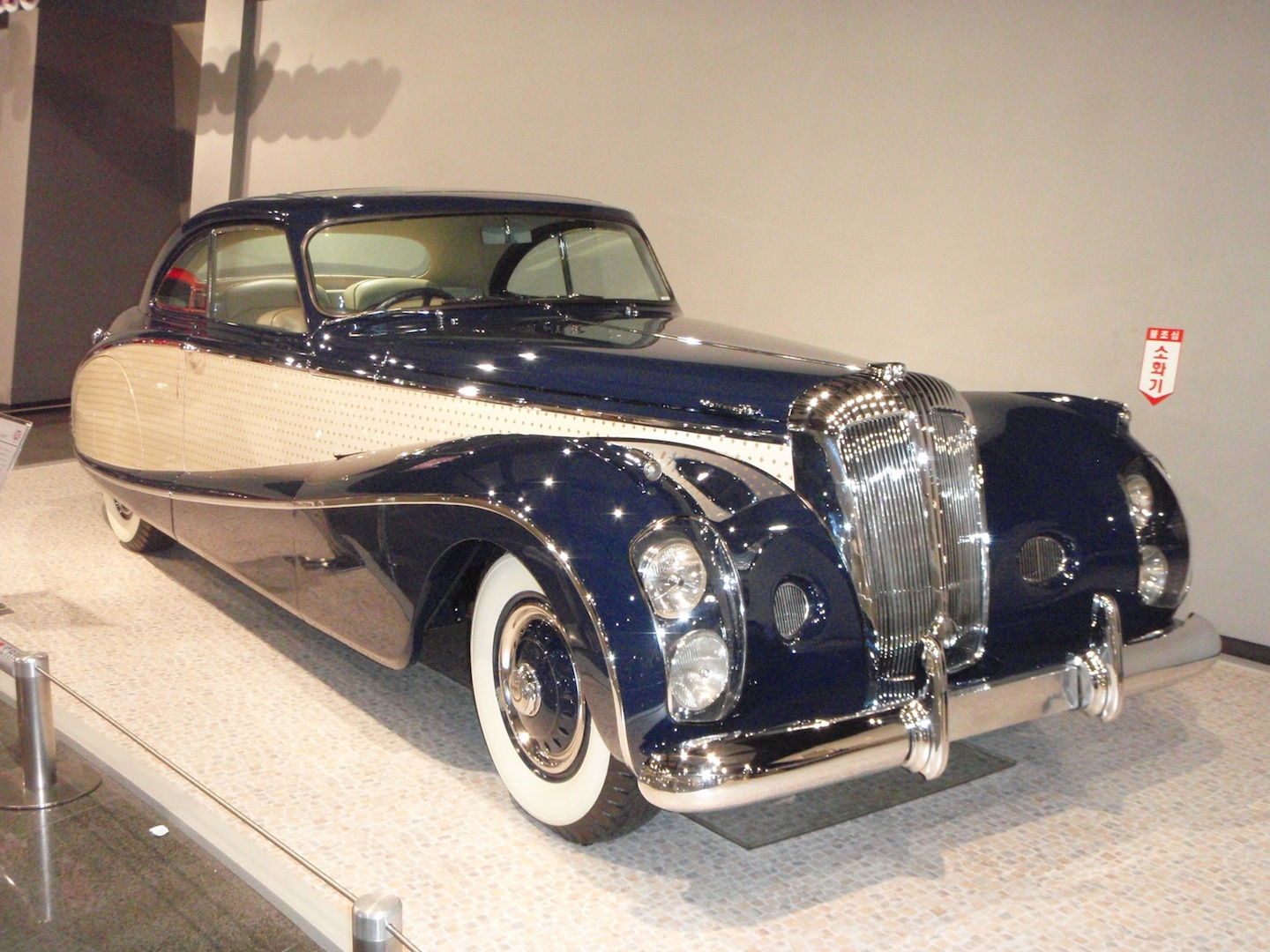
Daimler DE36 Blue Clover Coupe

Цього року DE36 взяла участь в ралі Monte Carlo, нарешті заявивши про себе і в спортивних рубриках, хоча, як і раніше, це була модель, яку продовжували купувати монархи, наприклад, Швеції чи Таїланду, та й ряду інших країн. У листопаді 1953 р. ця модель все-таки вийшла на пенсію, а фірма зосередилася на виробництві моделей середнього класу. Ще в січні 1953 р. була знята з виробництва модель DB18, а її місце зайняла нова машина, на розробку якої пішло всього чотири місяці — DJ250 Conquest, але на ділі це Lanchester Fourteen 1950 року, на який встановили 2.4 л мотор потужністю 75 к/с, цей мотор був так само побудований на базі 4-циліндрового 2-літрового мотора «Ланчестера», до якого додали два циліндра. Передня підвіска автомобіля торсіонна, а гальма — гідромеханічні, тобто передні — гідравліка, задні гальмуються тросиками.

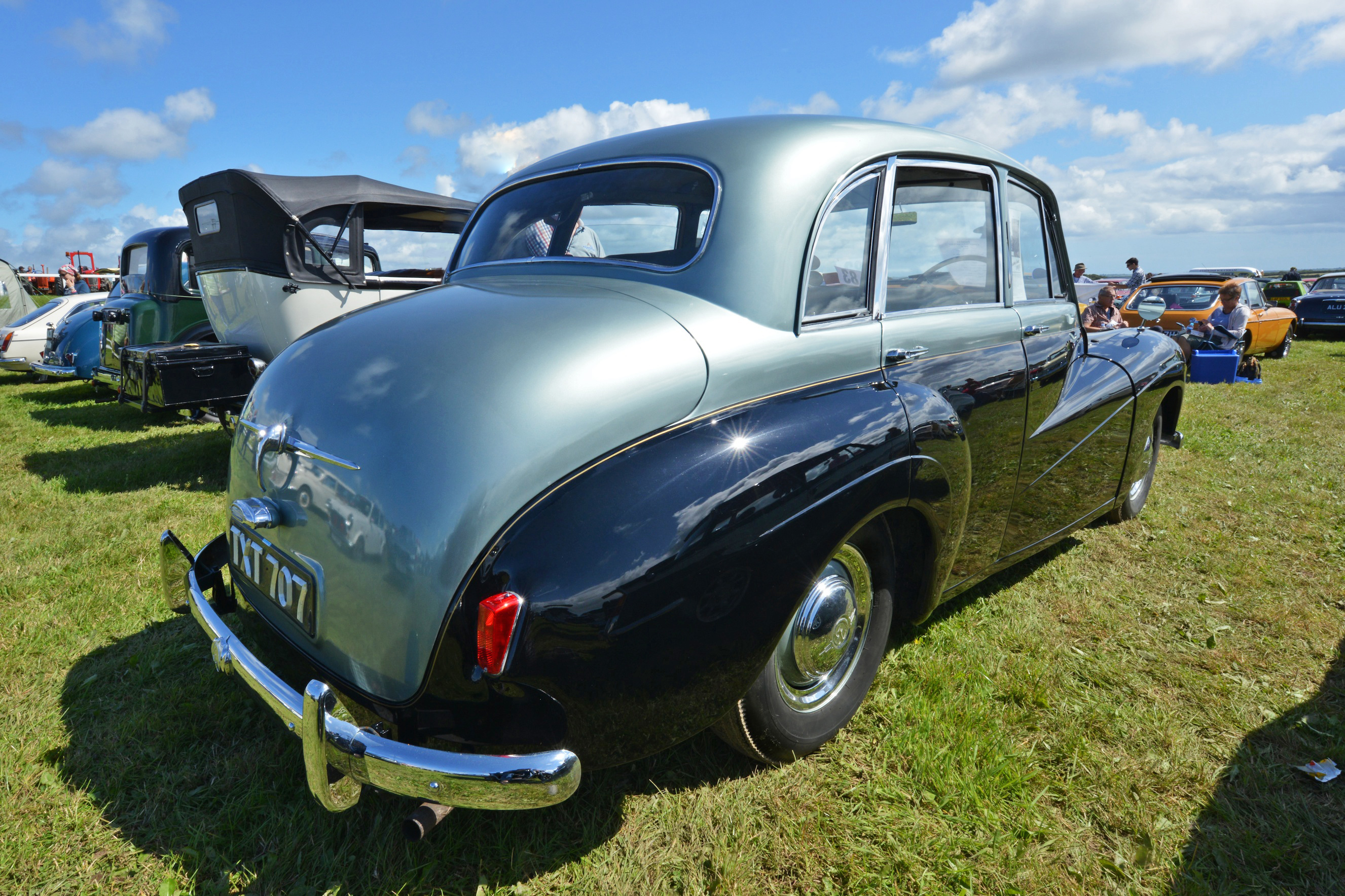
Daimler DJ250 Conquest Saloon

І так як в цілях фірми було залучити в ряди своїх покупців любителів поганяти, то одночасно з седаном з'являється і відкрита версія — родстер, він мав мотор в 90 к/с і алюмінієвий кузов, що дозволяло йому розганятися до 160 км/год, однак цей автомобіль був занадто дорогим і не міг конкурувати з Jaguar XK120, який був могутнішим, швидшим і головне набагато дешевшим, так що цей автомобіль в підсумку знайшов всього 65 покупців.

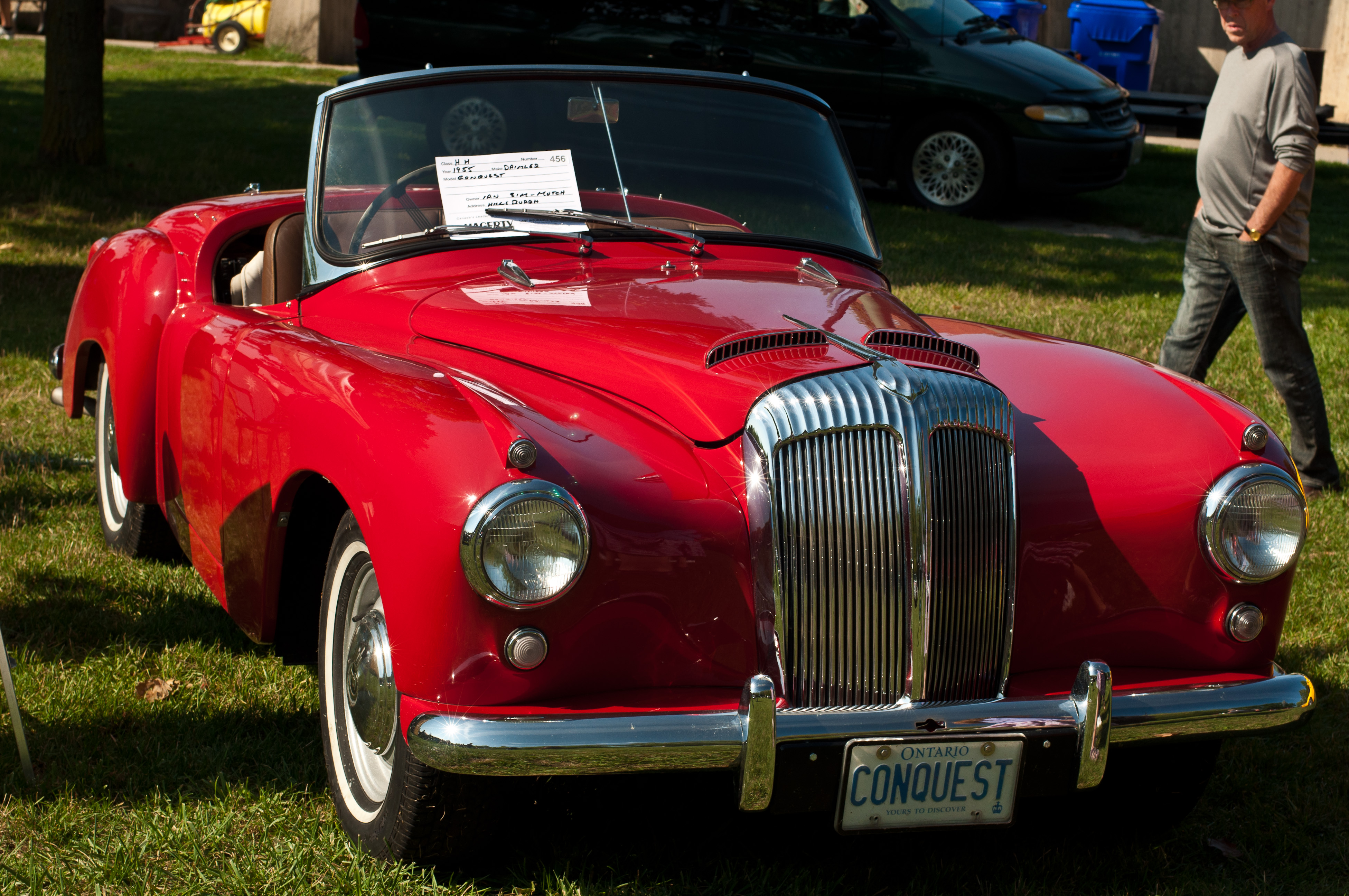
Daimler DJ254 Conquest Roadster

Тим часом 8-циліндрова модель пішла на спокій, флагманом стала модель Regency, на її базі і побудували новий шоу-кар 1953 року, це було красиве купе, виконане в стилі торішнього Silver Clover, тільки трохи менше розмірами і з новою назвою — Silver Flash.

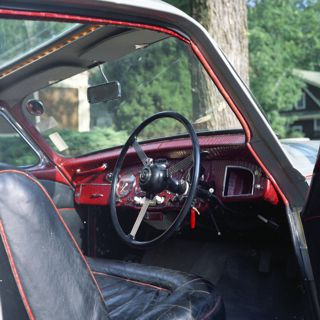
Daimler DF300 Silver Flash Coupe by Hooper

У 1954 році, розуміючи, що ці седани беззастережно слабкі, з'являється потужніша, 100-сильна версія Conquest Century, потужність була досягнута завдяки легким сплавам в моторі і двом карбюраторам, цей мотор стали встановлювати як на седани, так і на класичні кабріолети, кузова для яких стала поставляти фірма Carbodies, крім оновленого мотора машини отримали гальма збільшеного розміру, ця серія стала бестселером фірми за багато років, коли вироблена кількість моделей перевищила 45000 примірників. Більш великий седан Regency так само отримав новий мотор, об'ємом в 3.5л і потужністю в 107 к/с, він отримав індекс DF304 Regency MkII, крім мотора, збільшилися і внутрішні габарити кузова, при тому, що шасі залишилися незачепленими. Кузови як і колись пропонувалися як в класичному стилі Empress II, які поставляла дочірня компанія Hooper, так і в сучасномішу стилі — Sportsman, які будувала фірма Mulliners, останній варіант незабаром отримав як опцію і 4.6 л мотор потужністю в 167 к/с. Новий 4.6 л мотор встановили і на манірний лімузин Daimler DF400 Regina, шасі цієї моделі було на 40 см більше моделі DF304 і дорівнювало 3.3 м. На базі новинки і побудували черговий шоу-кар Нори Доккер — Star Dust, цього разу з кузовом лімузин, що відрізнявся від серійної машини тільки особливою обробкою зовні і всередині.
У 1955 році лімузин Daimler DF400 Regina, отримує нове ім'я — DK400, до речі, це була остання модель, яка серійно отримала преселективну трансмісію, розроблену в 30-х роках. На її базі будується останній шоу-кар — Golden Zebra. Хромовані елементи декору були позолочені, салон був зроблений зі шкури зебри. 

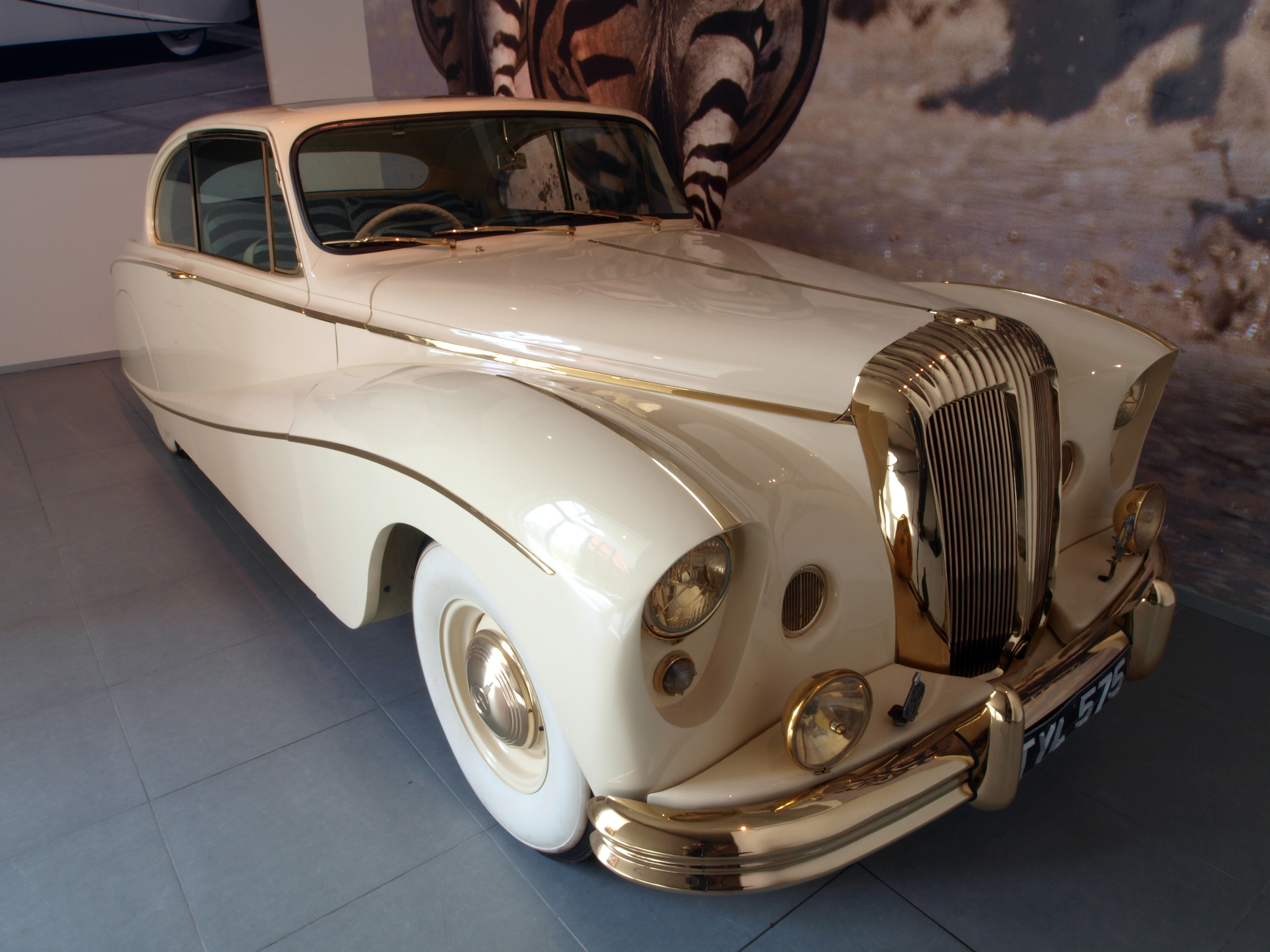
Daimler DK400 Golden Zebra Hooper Coupe

Ця машина стала останньою чашею терпіння керівництва фірми, ці викрутаси, надмірні витрати подружжя Доккерів змусили в травні 1956 р. покинути свій пост сера Бернарда Доккера, а Нора Доккер перестала бути головою фірми Hooper. Справа була так: податкові служби Великої Британії вирішили перевірити подружжя і виявилося, що Доккери вивозили гроші фірми з країни і витрачали їх у казино Монте-Карло. Тому, щоб не роздувати скандал, акціонери і попросили джентльмена і даму з компанії. До речі, після постійних епатажних витівок леді Доккер це ім'я стало прозивним і британці стали вживати його, якщо хотіли сказати про когось, як про показушника. Парочка, після того як покинула компанію, купила в особисте користування Bentley і замовила на них номера — ND5 (Нора Докер) і BD9 (Бернар Докер), після такої витівки багато важливих для «Daimler» клієнтів відвернулися від марки, бо Доккери були особисто знайомі з багатьма покупцями. А королівський автогараж розпродав усі наявні у них «Даймлери» і закупив собі «Роллс Ройси».
Але повернемося до модельного ряду 1955 року. Regency вчергове піддався оновленню, змінили головку блоку, підвищили компресію двигуна, і з 3.5 л мотора тепер зняли 137 сил, що дозволило важкій 2-тонній машині розвинути 165 км/год, або 104 милі, що й дало назву оновленій машині — DF310 One- O-Four, кузова моделі були злегка оновлені, але, по суті, залишилися колишніми. Conquest Roadster отримує цього року кузов, виконаний зі сталі від передньої частини до середньої стійки, інша частина по-колишньому виготовлялася з алюмінію, більше того, на базі родстера за окремим замовленням було побудовано і кілька купе. Родстер оснащується технікою від кабріолета Conquest Century, бо той взагалі знімається з виробництва, а родстер перейменовують в DJ255 Conquest Drophead Coupe. 

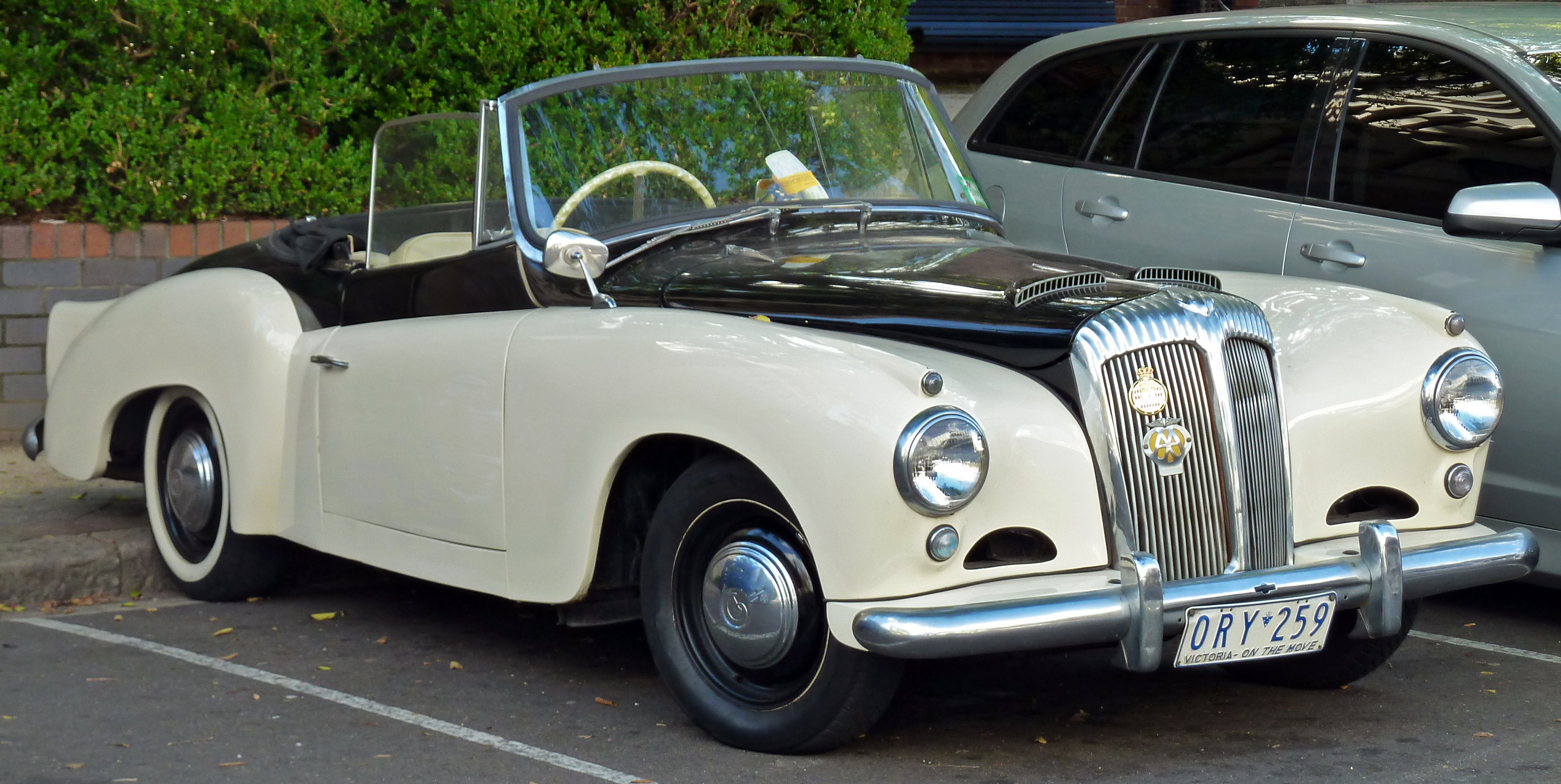
Daimler DJ253 Conquest Century Drophead Coupé

У 1956 році сер Доккер зміщується зі свого поста в концерні BSA, на його місце вибирають Джека Сенгстера, який прийшов у компанію в 1951 році, продавши концерну BSA свої мотоциклетні компанії Ariel і Triumph. Сенгстер ставить на місце директора фірми Daimler Едварда Тернера, який був вже літнім джентльменом і який довгі роки пропрацював головним інженером у фірмах Сенгстера. Цього року модельний ряд не зазнав змін, але головною новинкою стала можливість замовити на автомобілі повноцінну автоматичну коробку передач Borg-Warner. Позаяк подружжя Доккерів було «повалене», то шоу-кар цього року був приземленіший, але не менш цікавий — купе на базі 104-ї моделі, яке назвали Continental.

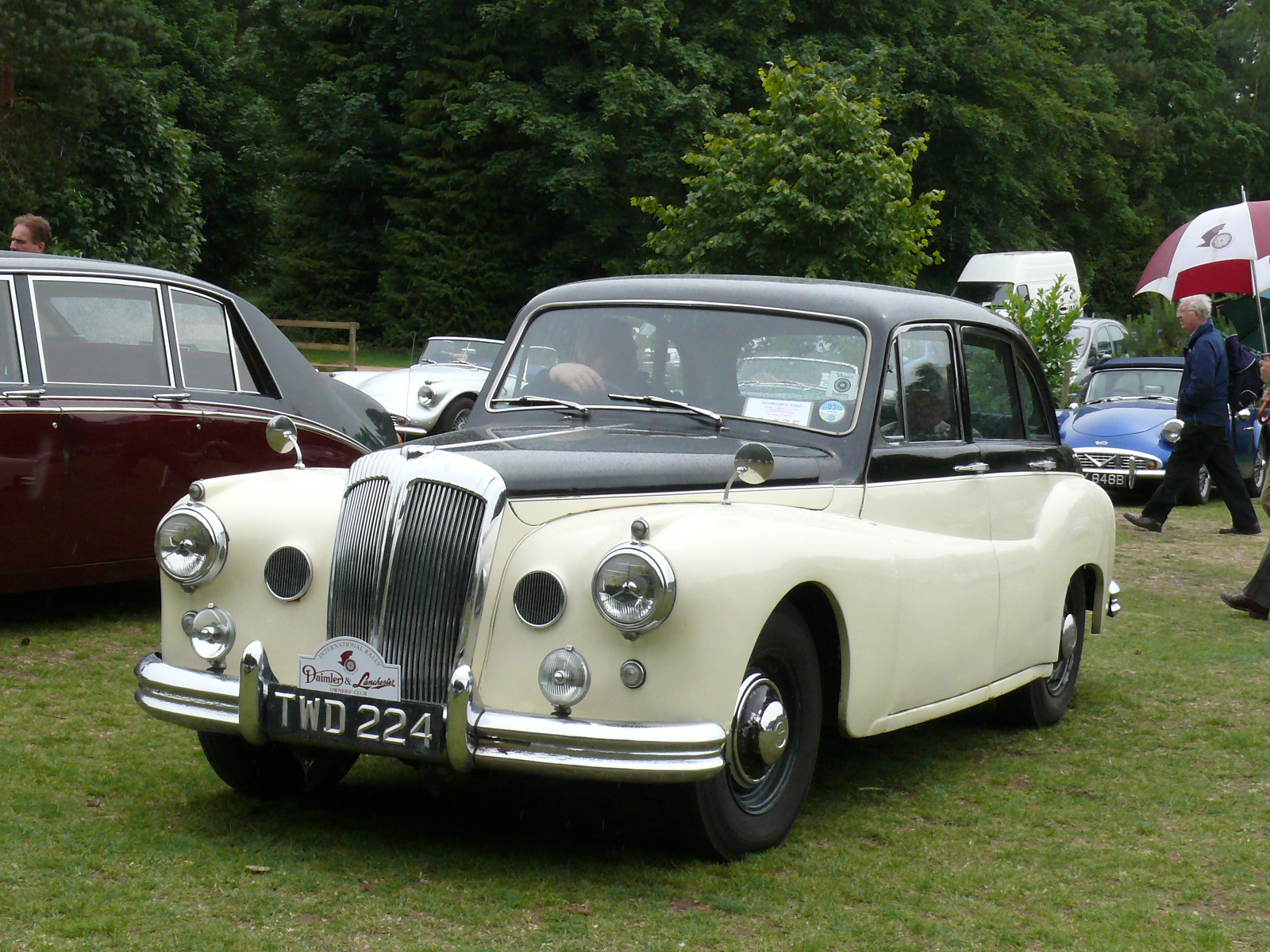
Daimler DF310 One-O-Four

У 1958 році серія Conquest знімається з виробництва, а в липні з'являється нова модель — DF316 Majestic, по суті, це той же DF310 One-O-Four, але з оновленим кузовом, лінія капоту і фальшрадіатор стали нижче, задні крила — пологішими, а сам кузов — ширшим, але головні зміни були зроблені Тернером в технічному аспекті, під капотом з'явився 3.8 л мотор потужністю 147 к/с, як базове оснащення були коробка автомат і передні дискові гальма, крім новинки у виробництві залишається ще DK400. Але технічний відділ фірми не сидів тихо в кутку весь цей час, як при владі фірми став Тернер, йде вивчення моторів, які були б популярні в Штатах, тому що саме туди звернула погляд дирекція фірми, а там популярні V8. Тернер був фахівцем з мотоциклетних двигунів, тому кілька років він вивчає мотори Cadillac, застосувавши свої знання в мотоциклетній інженерії, в результаті в 1959 році в Нью-Йорку показується модель Daimler Dart. Це була відкрита спортивна машина зі склопластиковим кузовом, встановленим на перероблену раму від Triumph TR3, підвіска коліс спереду пружинна незалежна, ззаду — на осях, що коливаються, мотор об'ємом всього в 2.5 л і потужністю в 142 к/с, камери згоряння мали напівсферичну форму, трансмісія була повністю синхронізована 4-ступенева, за замовленням можна було встановити і 3-ступінчастий автомат, гальма всіх коліс були дискові. Легка машина могла розвивати цілком гідні 192 км/год.

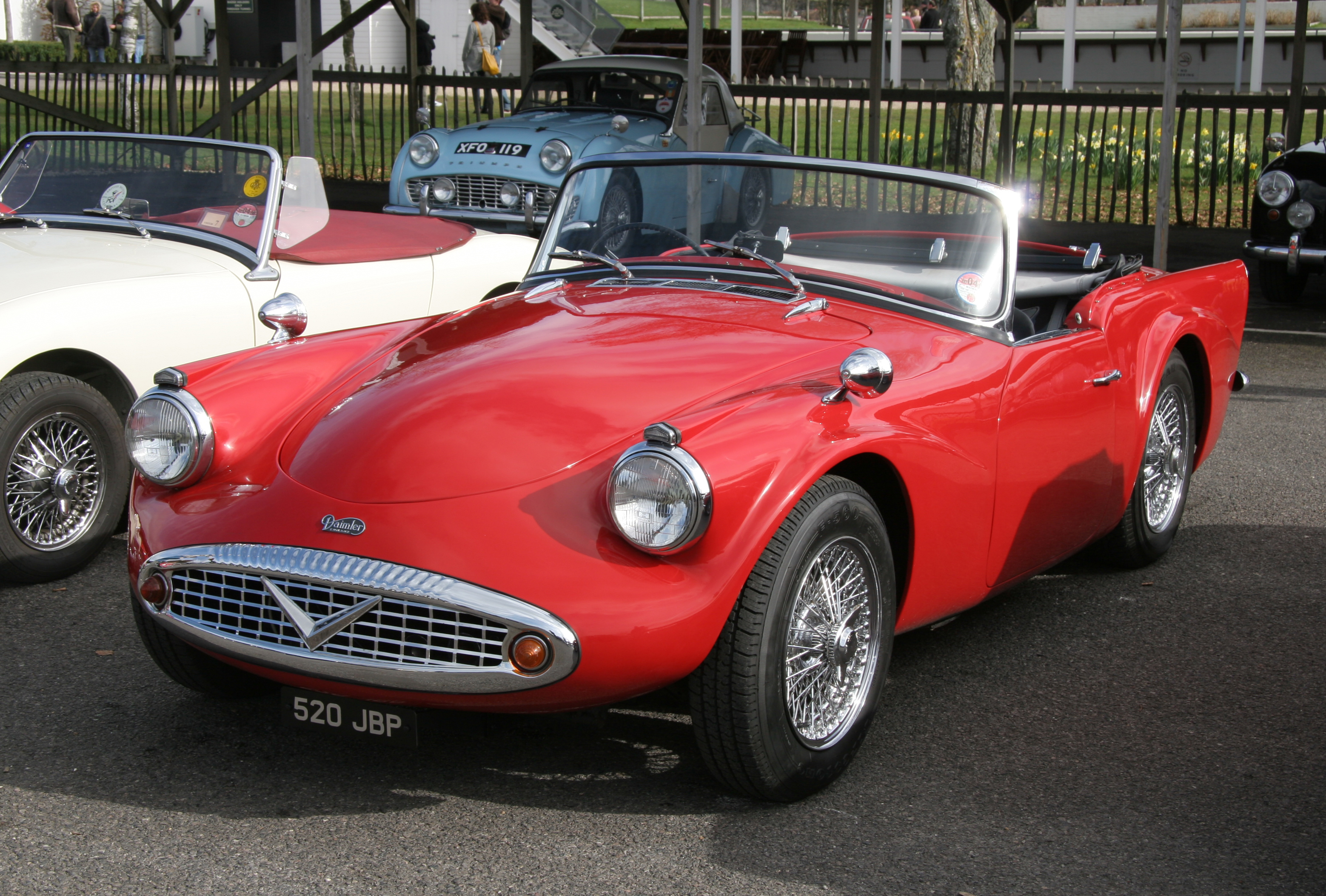
Daimler Dart

Було випущено всього близько 100 машин, коли фірма Chrysler виставила претензії фірмі Daimler, бо під назвою Dart вже продавалося дітище американської фірми, довелося перейменовувати машину, і більшості вона знана як SP250. У жовтні починається виробництво ліворульної версії цього автомобіля, разом з нею дебютує друга машина з V8 під капотом, цього разу об'ємом в 4.5 л і потужністю в 220 к/с — Daimler DQ450 Majestic Major. Цей автомобіль прийшов на зміну DK400 і, по суті, це був DF316 Majestic, тільки з довшим капотом і дисковими гальмами всіх коліс, причому, з вакуумним підсилювачем. Це був дуже швидкий легковий седан такого класу, машина була здатна розганятися до 197 км/год, і першу сотню набирала трохи менше, ніж за 10 секунд, і це при тому, що машина була оснащена коробкою автомат, кермове управління в стандарті мало гідравлічний підсилювач. Нарешті Daimler створив автомобіль, який технічно перевершує свого молодого конкурента, а саме автомобілі фірми Jaguar, правда, останні все одно коштували менше.

## Daimler Company у власності Jaguar Cars (1960—1966)
У травні 1960 року Вільям Лайонс, господар Jaguar Cars, викуповує марки Daimler і Lanchester у концерну BSA, але йому потрібні не старі марки, а виробничі потужності і кваліфіковані робітники, BSA продає фірму за умови, що збережеться виробництво машин бренду Daimler (Lanchester припинили випускати ще в 1956 р.). Лайонс згоден на ці умови, і навіть обіцяє продовжити розробку нових моделей Daimler. Так, у вересні 1961 року з'являється Daimler DR450, великий і солідний восьмимісний лімузин, побудований на базі DQ450 Majestic Major. Цей солідний лімузин розганявся аж до 182 км на годину, що робило його одним з найшвидших у своєму класі.

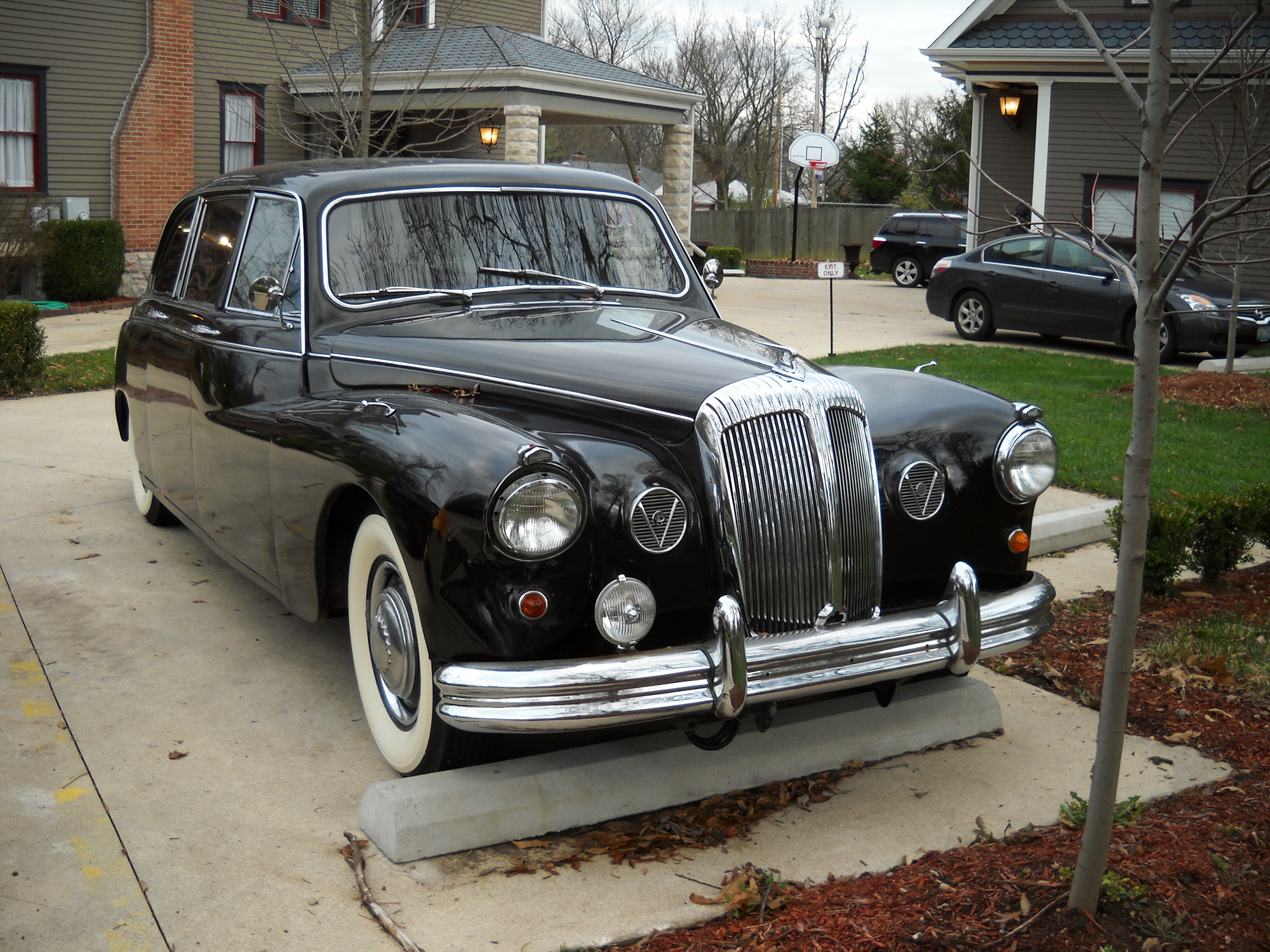
Daimler DR450

Також в 1961 році модель SP250 піддалася невидимій модернізації, сер Лайонс дав вказівку посилити раму, бо вона була не досить жорсткою на його думку. Паралельно Лайонс проводить досліди по пересадці «Даймлеровських» моторів на власні автомобілі, Jaguar MkX з мотором 4.5 V8 показує непогані результати, розганяючись до 212 км/год, але сер Лайонс вирішує залишити під капотом цієї машини власний мотор серії XK об'ємом 4.2 л.
Однак, внаслідок інших дослідів, в 1962 році з'являється нова машина, якій судилося стати новим бестселером марки — модель Daimler V8 2 ½-litre. Це був Jaguar MkII, на який встановили мотор від моделі SP250, з'єднавши його з автоматичною коробкою передач Borg-Warner Type 35, на виході вийшла легка комфортабельна спортивна машина, яка розвивала 180 км/год і розганялась до 100 за 13.4 секунди. Мотор V8 був на 50 кг легше рядної шістки «Ягуара», що позитивно позначилося на керованості цієї машини. До речі, це був перший седан марки Daimler, який стали купувати сторонні клієнти, тобто не з числа тих людей, які вже за традицією купували авто цієї марки, на цю машину пересідали люди, що до цього їздили на топових Ford, Rover або Wolseley. Зовні дві машини можна було відрізнити за традиційною ребристою решіткою радіатора та по шильдиках. 

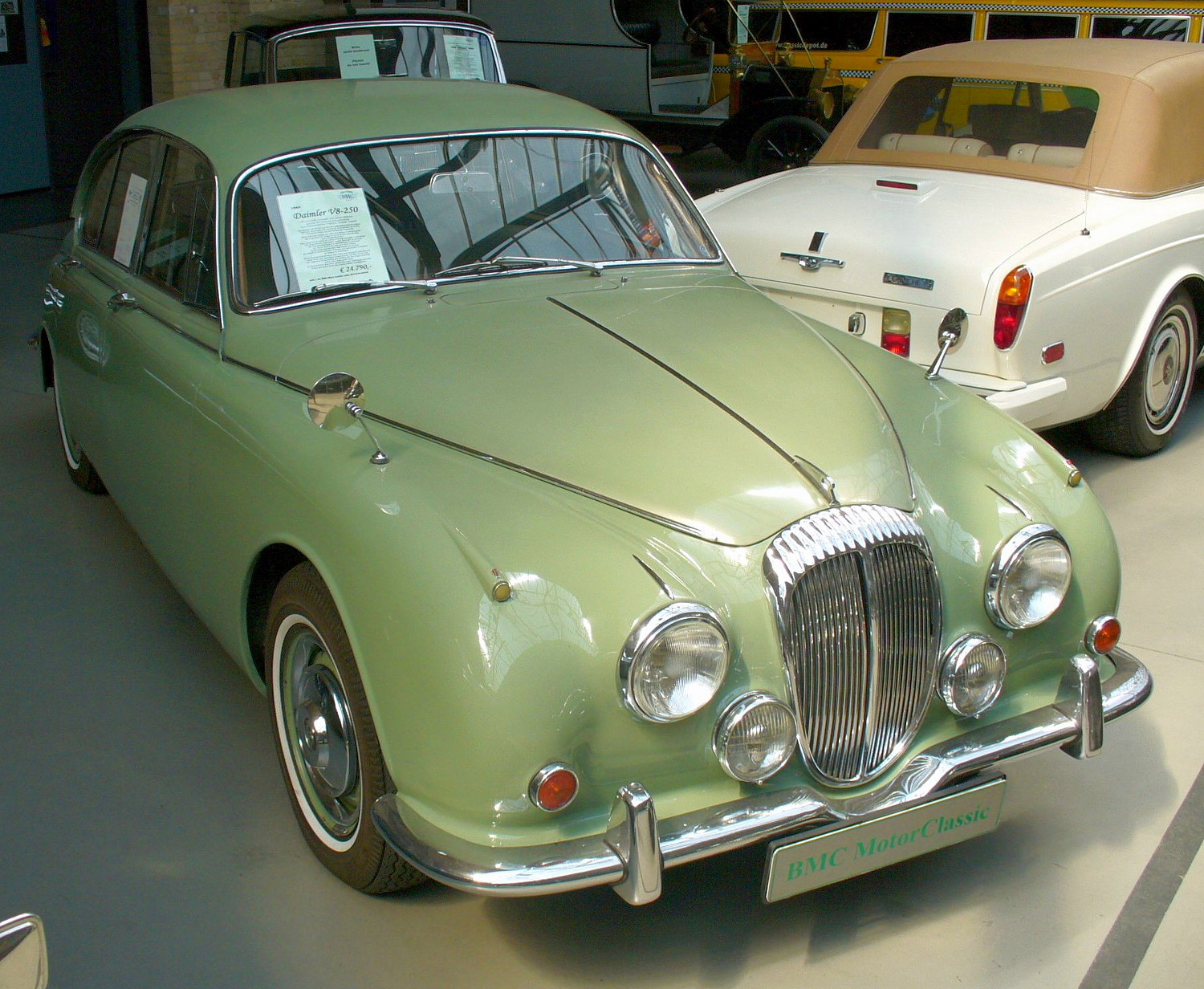
Daimler V8 2.5-Litre

В цей же час з виробництва знімається Daimler Majestic DF316, так що з цього часу модельний ряд фірми складається тільки з автомобілів з V8 під капотом. А на автомобільній виставці 1962 р. публіці показали купе на базі SP250, виконаний фірмою Ogle Design, проте кузов купе не привернув увагу сера Лайонса і, побудувавши всього два купе, фірма переробила кузов під смаки іншої фірми — Reliant, яка почала будувати модель Scimitar, із зовсім іншою начинкою. 1963 року SP250 оновлюють в салоні, обробка стає розкішнішою, хоча зовні ніяких змін не відбувається, тому що через рік цю машину знімають з виробництва.

## Daimler Company у власності BMH (1966—1968)

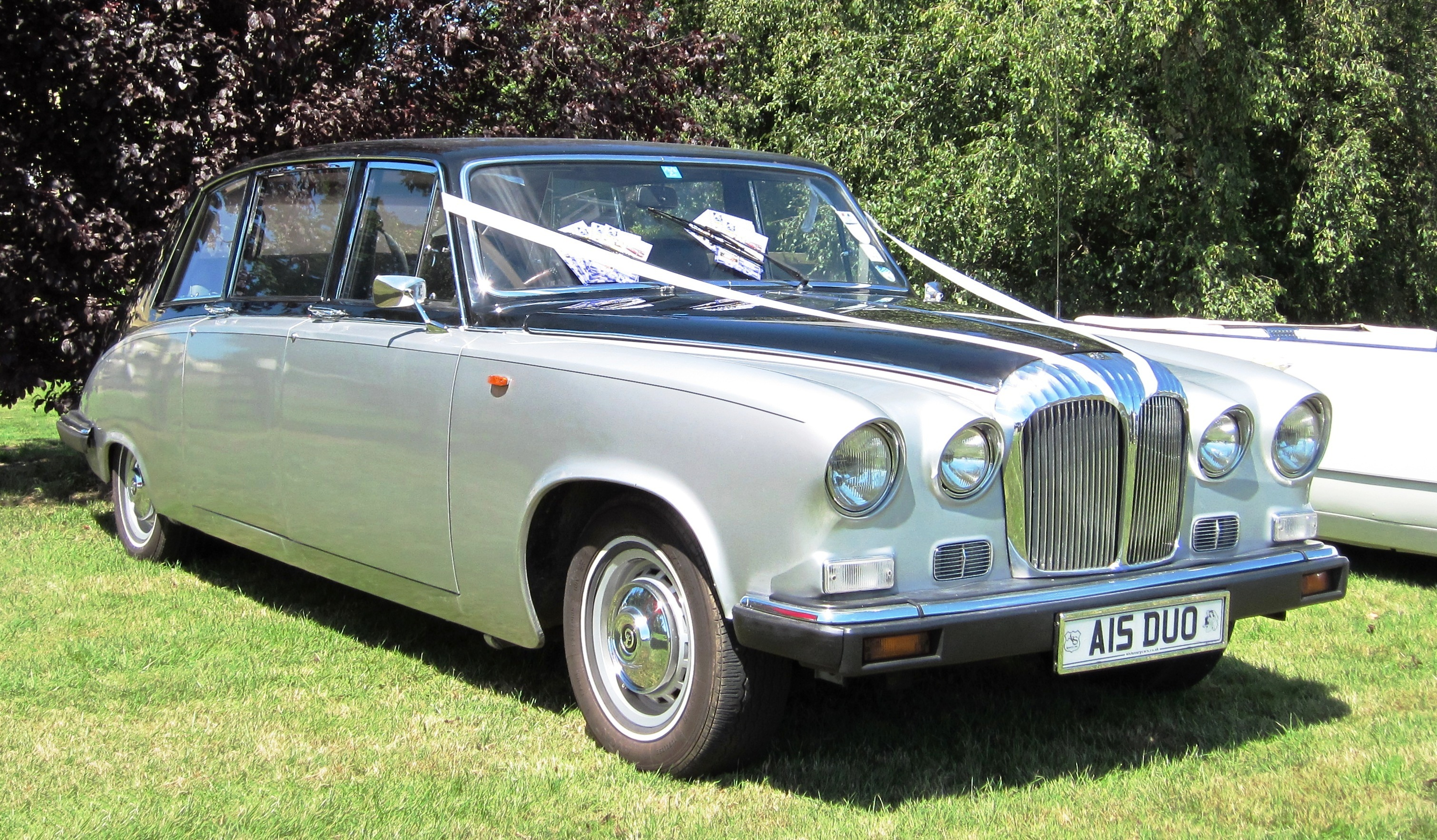
Daimler DS420

З 1964 по 1966 рік модельний ряд складався всього з двох седанів, з моменту покупки по цей час фірма Daimler була одним з лідерів автобусного виробництва, займаючи друге місце з випуску дабл-деккерів, сер Лайонс приділяв вантажному та автобусному виробництву особливу увагу, бо вони приносили не поганий дохід, але в 1966 році фірма Jaguar Cars Ltd вливається в концерн BMC, яка прибрала в свої руки Pressed Steel Company Limited — великого виробника прокатного листа. А так як цей концерн славиться своєю любов'ю до беджінжінірінгу, то, на жаль, ця доля не могла не минути старої британської марки. Таким чином, у тому ж 1966 році дебютує Daimler Sovereign, який на ділі є Jaguar 420, цього разу навіть не спромоглися встановити техніку від Daimler під капот, всі зміни звелися до змінених елементів декору і розкішнішого салону. 4.5 V8 не встановили з однієї причини — його характеристики перевершували характеристики рядної шістки 4.2, який встановлювали на Jaguar 420, а в ієрархії концерну ВМС марці «Ягуар» відводилася роль спортивної, а «Даймлер» — консервативнішої представницької, так що конфлікт інтересів дав початок банальному подальшому беджінжінірінгу. 

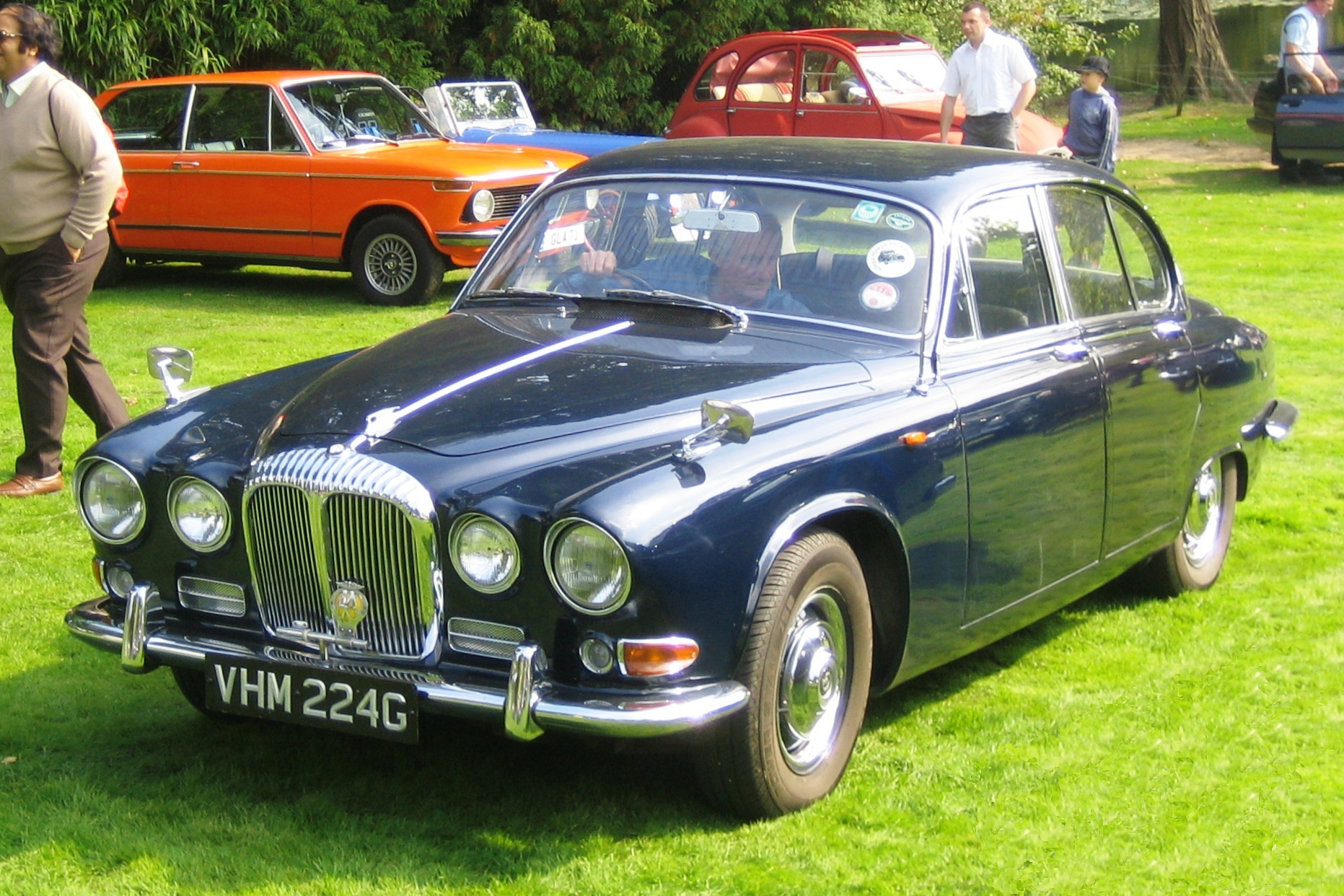
Daimler Sovereign

У 1967 році модель V8 2.5-Litre перейменовують в V8 250 за аналогією з «Ягуаром», тому що його MkII 2.4-Litre перейменовують в Jaguar 240, крім цього, тепер «Даймлер» можна замовити з мануальною коробкою передач. З цього року марка перестає продаватися в США, тому що там відбувається плутанина з продукцією Mercedes-Benz, а еквіваленти «Даймлера» продаються в США під маркою Jaguar, маючи приставку Vanden Plas, по імені фірми, яка не тільки будувала кузова для DS420, але і виробляла обробку автомобілів фірми Daimler.
У 1968 році випускається останній лімузин моделі DR450, бо йому на зміну приходить новий лімузин DS420, розроблений на базі Jaguar MkX. Однак, бажаючи мати конкурента автомобілям марки Rolls Royce, концерн вирішив не робити клонів для інших марок концерну. Кузови для цих автомобілів стала будувати інша фірма концерну ВМС — Vanden Plas. Що головне, з цією машиною вдалося повернути прихильність королівських осіб. Якщо попередній Daimler DR450 сподобався тільки королю Таїланду, то нова машина, яка складала конкуренцію Rolls Royce Phantom, була замовлена для: Єлизавети Другої, королеви-матері Єлизавети, датському королівському двору, урядам Тасманії і Бермуд та багатьма іншими. До речі, новий флагман марки замінив й інше дітище концерну, а саме Vanden Plas 4-Litre Princess Limousine. 

## Daimler Company у власності British Leyland (1968—1984)

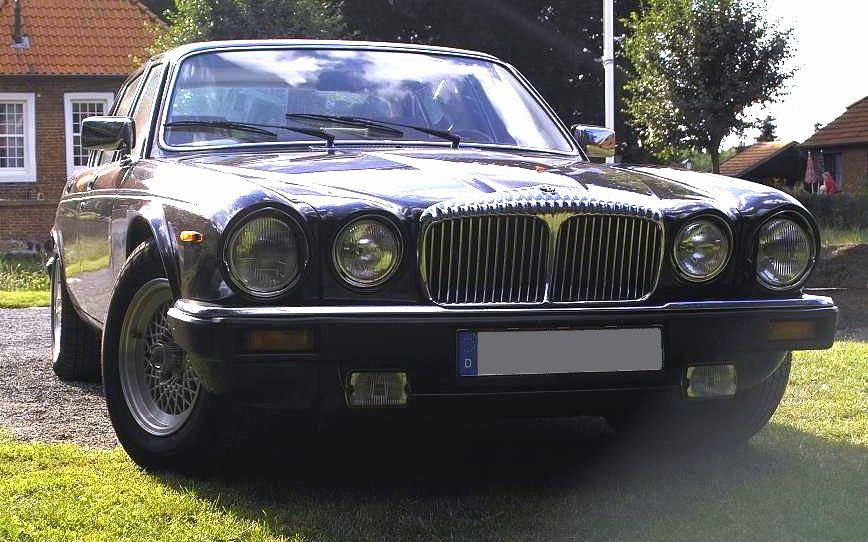
Daimler Double-Six Series III

У цьому ж році концерн зливається ще з одним гігантом — Leyland Motor Corporation, щоб заснувати British Leyland Motor Corporation, з цього часу комерційна програма (вантажівки-автобуси) йде на спад, тому що новий гравець концерну має свою велику гаму комерційних автомобілів. 
У 1969 році відбувається зміна моделі Sovereign, її замінює однойменна машина, але цього разу — перелицьований Jaguar XJ6 Series I, який з'явився роком раніше, змінивши собою відразу дві моделі у виробничій програмі марки — Jaguar MkII (240/340) і Jaguar 420 і, так само як у «Ягуара», нова машина зміщує не тільки колишнього Sovereign, а й молодшу V8 250, на цьому ера автомобілів з моторами, розробленими Тернером, закінчується. Нова ж модель стала пропонуватися з двома моторами, клієнти могли вибрати або 2.8, або 4.2. 

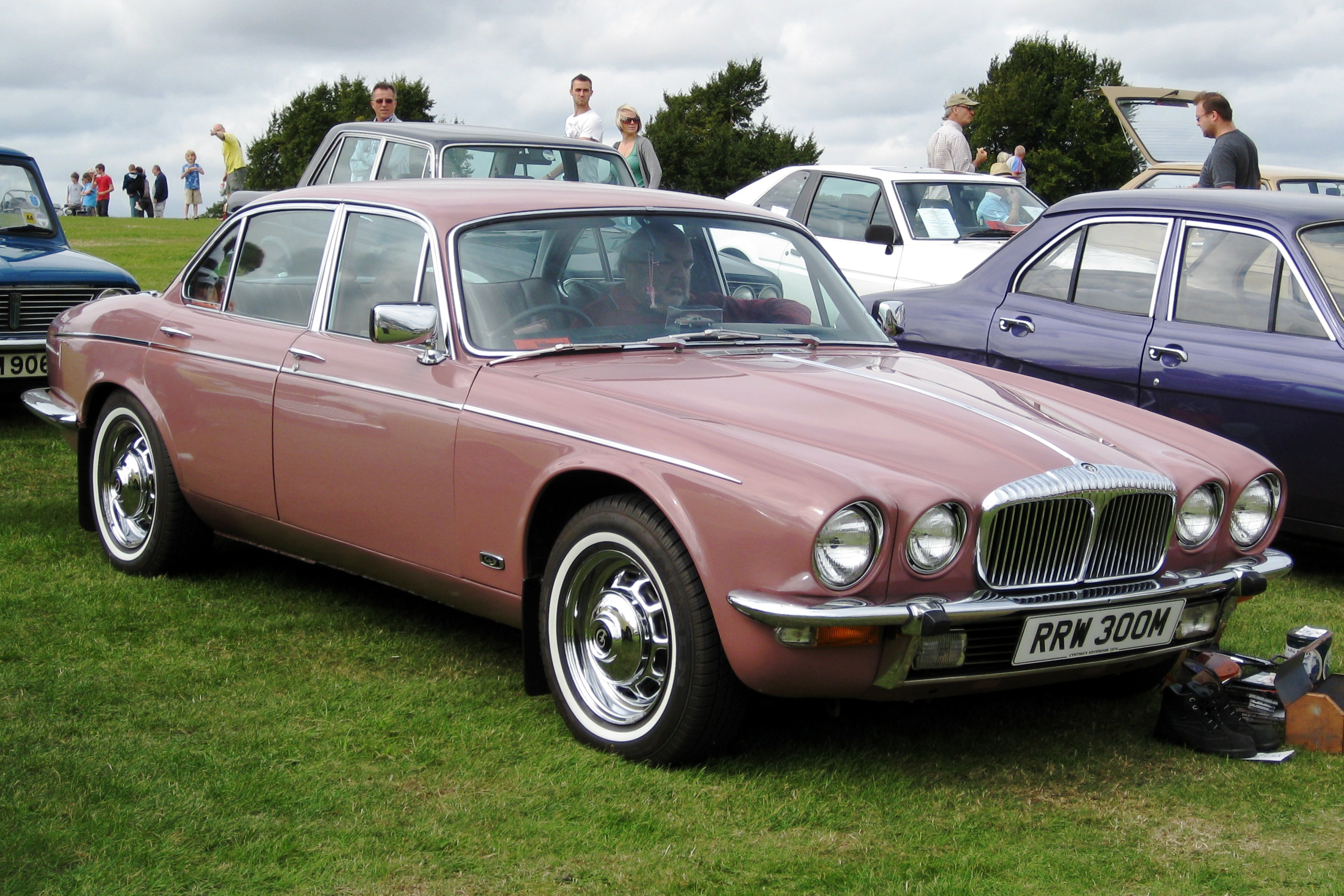
Daimler Sovereign S1

У липні 1972 року новий 12-циліндровий 5.3 л мотор, який був спроєктований для Jaguar E-type, встановлюється на седан XJ Series 1, і якщо «ягуаровці» назвали свою машини XJ12, то для Daimler із запасників дістали історичне ім'я — Double Six. Взагалі, історія цього мотора сходить до середини 50-х, коли його побудували для автомобіля, який брав участь в Ле-Мані 1954 року, тепер, в 1967 році, про нього згадали і Волтер Гассан (колишній учень і працівник Волтера Бентлі) разом із Клодом Бейлі взялися за його переробку, в підсумку гоночний 5-літровий мотор розточили до 5.3 л, разом з цим спростивши конструкцію, встановивши одновальні голови замість двовальних. 1973 року припиняється виробництво комерційного транспорту марки Daimler, а на осінній виставці 1973 р. публіці показаний Sovereign нового покоління — Series II, з'явилася і довгобаза (+10 см) версія моделі, проте в 1974 році залишається тільки подовжений варіант, який і стає базовим для всіх моделей другої серії, тоді ж оновлюють DS420, переважно поновлення стосуються задньої частини кузова, у тому числі, з'являється версія з кузовом ландолет.

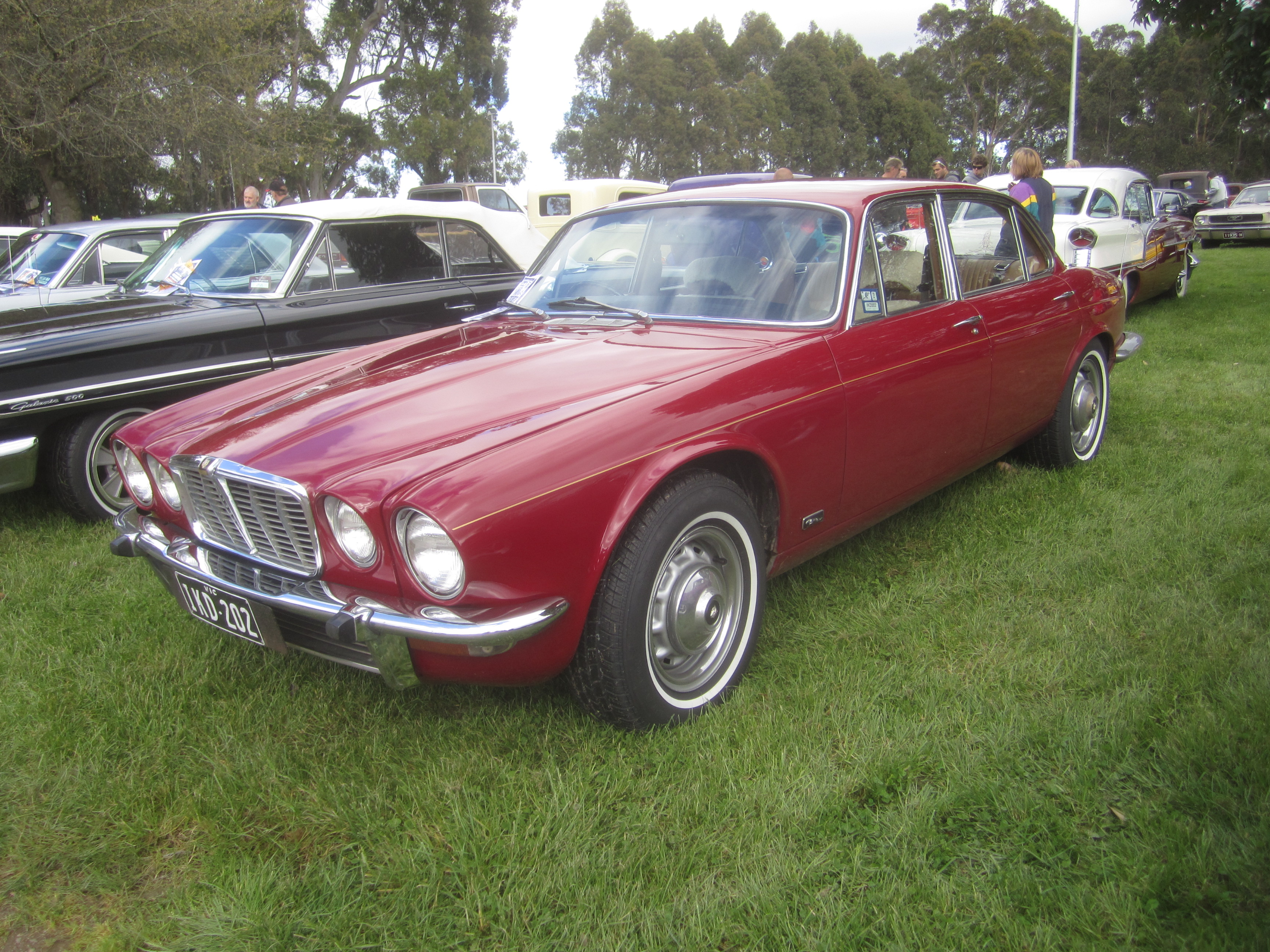
Daimler Double-Six Series II

Наприкінці 1974 р. Series II отримує і версію купе-хардтоп, яку показали публіці ще в 1973 році, але з певних причин її не запускали у виробництво до 1975 року, машина комплектується або 4.2 л мотором, або 5.3, перша називається Daimler Sovereign Coupe, а друга — Daimler Double Six Coupe. У 1975 р. базовий мотор седана 2.8 л змінюється 3.4 л мотором.
У 1978 році випускаються останні автомобілі версії купе, які стали досить рідкісними автомобілями, наприклад, 12-циліндрової версії було вироблено всього трохи більше 400 автомобілів, в цьому ж році фірма Vanden Plas припиняє своє існування і виробництво лімузина DS420 переносять на завод «Ягуар» в Ковентрі.
У березні 1979 року дебютує нове покоління седанів — Series III, кардинально перероблене за допомогою Pininfarina, на відміну від «Ягуарів», молодшим мотором цієї машини стає 4.2, а не 3.4, так само залишається і 12-циліндровий варіант седана. Кузов машини отримав сучасні гумові бампери і точно такі ж встановили на лімузини DS420, що стало останньою зовнішньої модернізацією цього манірного автомобіля. 

## Daimler Company у власності Jaguar Cars (1984—1989)
У 1983 році Daimler втрачає назву Sovereign, яка переходить топовим варіантам автомобілів марки Jaguar, а серійний Daimler тепер називається просто Daimler 4.2, а 12-циліндровий варіант зберіг за собою своє ім'я, правда автомобілі цієї марки практично і не представлені на європейському ринку, а продаються тільки у Великій Британії, через рік Jaguar Cars Ltd здобуває незалежність від концерну BLMC, в цей час щосили йдуть роботи над новим автомобілем і керівництво незалежної фірми хоче виробляти автомобілі марки Daimler в масовішому порядку, ніж колись, насамперед, в 1985 році на ринках континентальної Європи відновляється продаж автомобілів марки Daimler, а в травні 1986 року представлена нова модель — Daimler 3.6, яка аналогічна новим седанам Jaguar серії XJ40. 
Під капотом у автомобіля був мотор 3.6 л, який з'явився кількома роками раніше на купе Jaguar XJ-S 3.6 (у «Ягуара» традиція — випробувати нові мотори на спортивних моделях), від аналогічного Jaguar Sovereign 3.6 машина відрізнялася вже традиційною решіткою радіатора, всередині відмінностей більше — дорогі сорти шкіри, дерева, яке відрізняється за розміром від «ягуаровських», карти дверей виконані в класичному стилі: ззаду сидіння зроблені під два пасажира, їм надані столики для пікніка, які колись були звичайним явищем для британських автомобілів. Через рік припиняється виробництво Daimler 4.2 Series III.

## Daimler Motor Company у власності Ford (1989—2007)
У 1989 році фірма разом із головним підприємством потрапляє під владу Ford Motor Co, новий господар вирішив не припиняти виробництво елітарної марки, наприкінці 1989 року з'являється оновлений 4.0 л мотор, машину серії XJ40 тепер називають Daimler 4.0, а в 1992 році дебютує 12-циліндрова модель в цьому кузові, правда, глобально переробленому, щоб туди вліз 6.0-літровий V12 мотор, ця машина змінила класичний Double Six Series III, залишивши за собою колишню назву. 

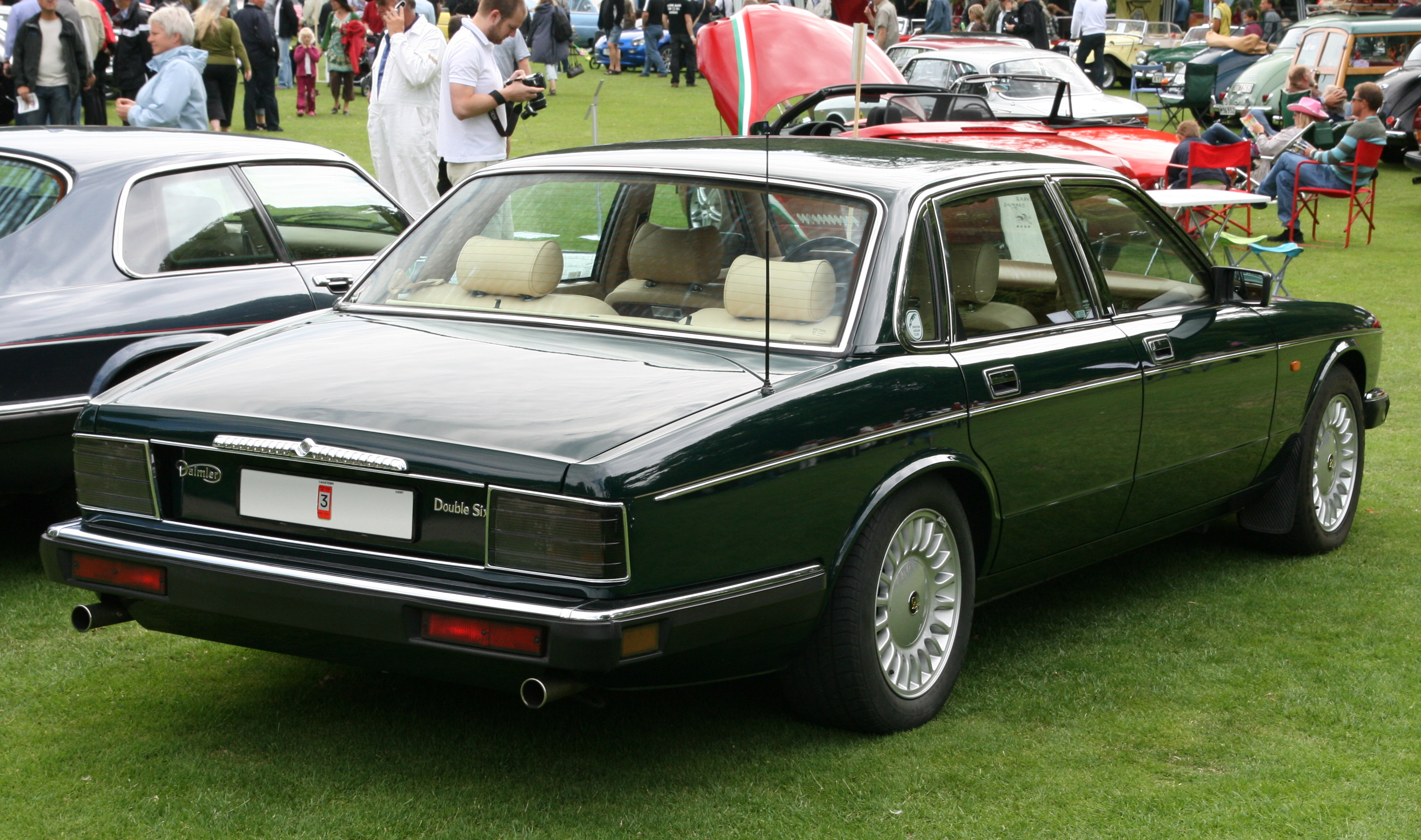
Daimler Double-Six XJ81

Daimler DS420 перестають випускати в 1992 році, разом з цим припиняється випуск легендарних моторів серії ХК, історія яких йшла з 1949 року, правда на ділі останній DS420 випустили в лютому 1994 року. Вивільнені площі Jaguar's Special Vehicle Operations, де випускали ці лімузини, переходять на виробництво нової моделі Daimler Majestic XJ340 і Daimler Majestic Double Six XJ381, це подовжена на 20 см і піднесена на 5 см в порівнянні з базовою машина, ім'я дано їй на честь автомобіля кінця 50-х років. Перший автомобіль поставили прем'єр-міністру Великої Британії, в броньованому варіанті.

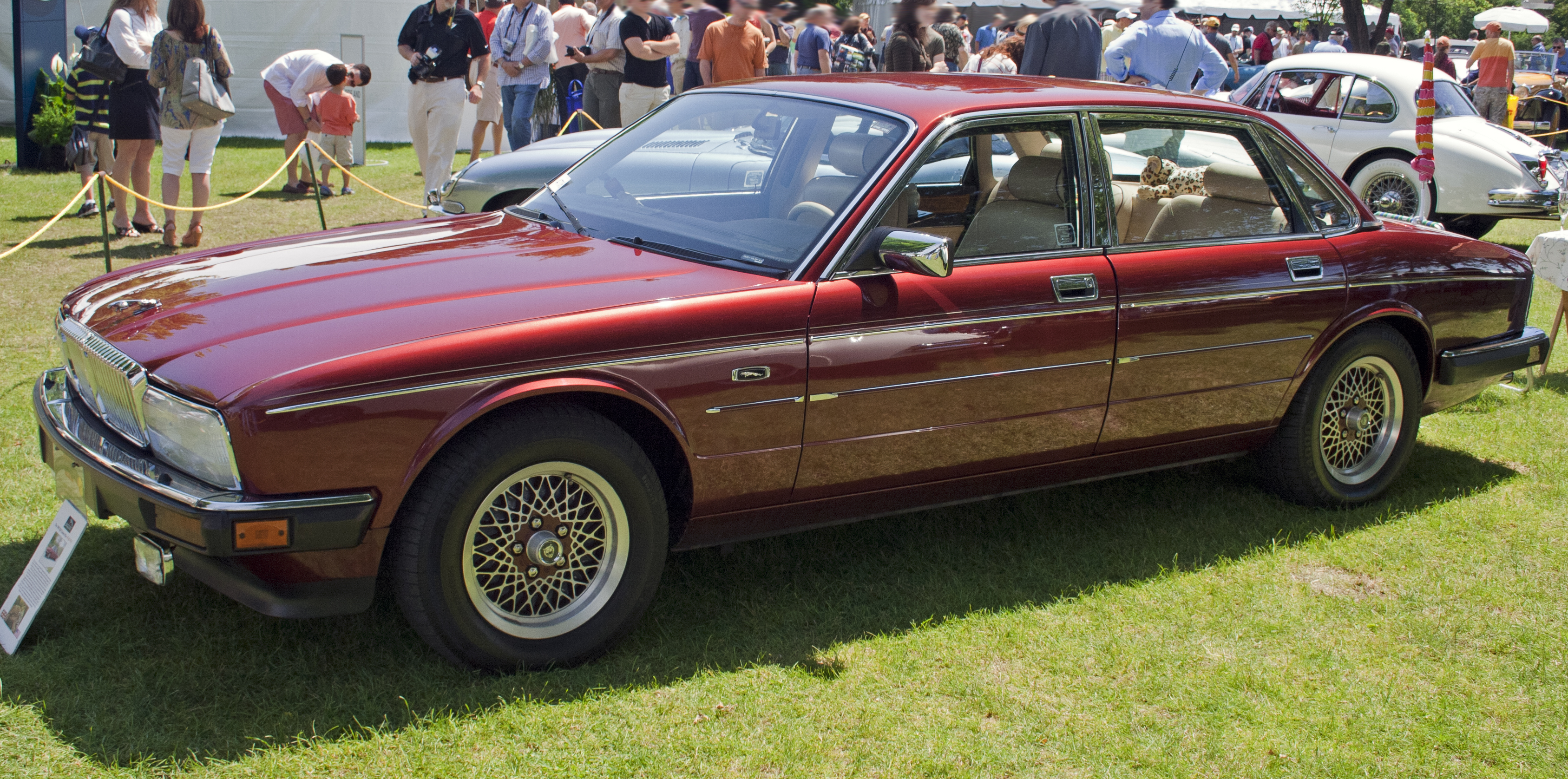
Daimler Majestic XJ341

У жовтні 1994 року відбувається зміна моделей, з'являється нове покоління автомобілів, побудованих на колишній платформі: Х300, Х305 і Х330, перша оснащена модернізованою рядною шісткою, колишнього об'єму в 4.0 л, але збільшеної потужності, другий — це 12-циліндровий варіант, що залишився практично без змін, і останній довгобазий варіант, але, на відміну від Majestic, його дах не піднятий на 5 см, перший несе назву Daimler Six, другий — Daimler Double Six, ну а до довгобазих варіантів додається індекс LWB (Long Wheelbase).

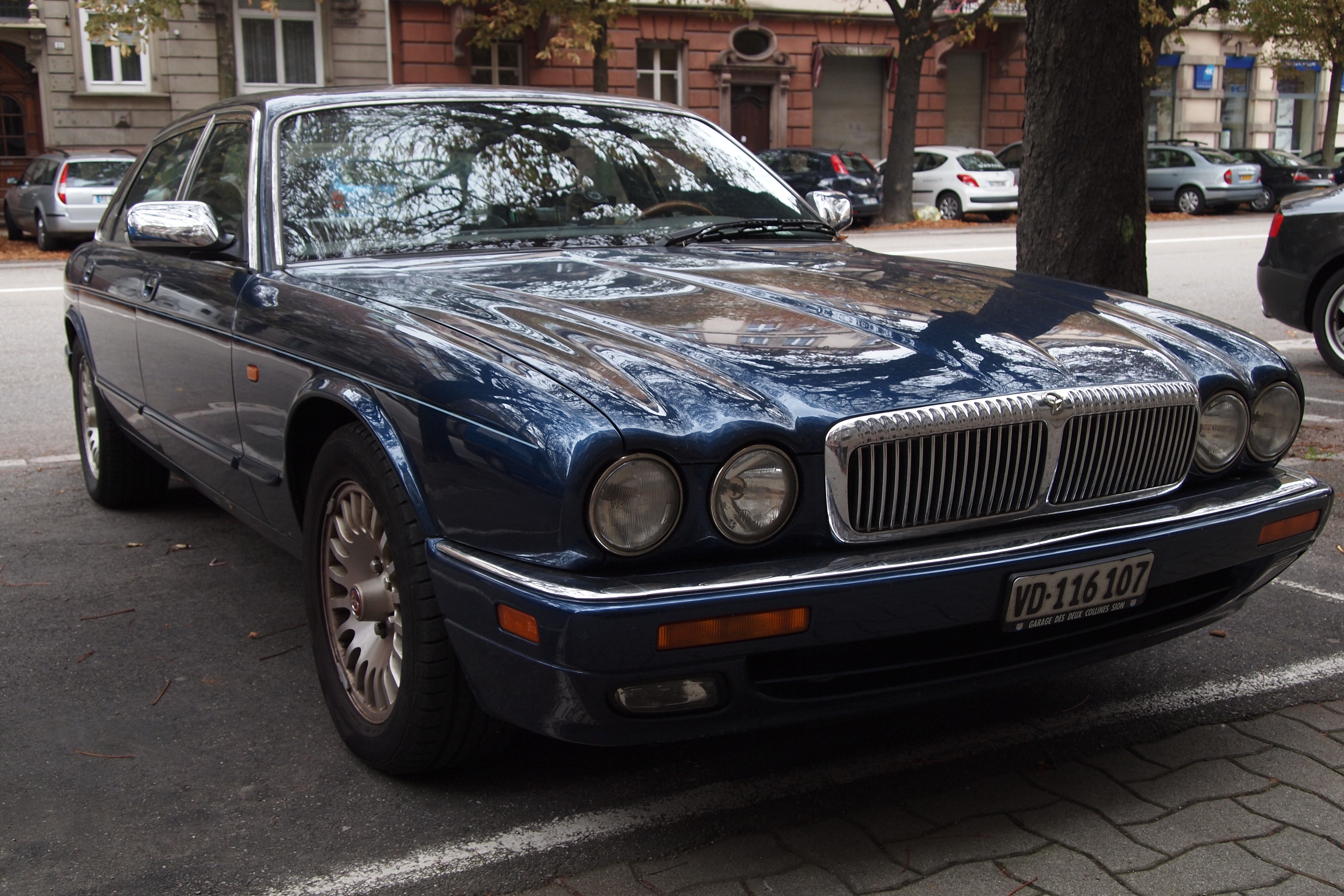
Daimler Double-Six X305

Через рік фірма відзначає свій столітній ювілей, на честь чого обмеженою партією автомобілів випускаються моделі Daimler Century Six і Daimler Century Double Six, технічно вони не відрізняються від серійних машин, але зовні і всередині мають відмінні ювілейні риси, наприклад, хромовані диски коліс, до речі, назва моделі знову-таки перегукується з моделлю 50-х.
Інший ювілейний проєкт не пішов, на жаль, в серію, публіці показали кабріолет, побудований на базі Х300, який назвали Corsica, на честь прекрасного кабріолета, який будувала однойменна кузовна фірма на базі автомобілів марки Daimler в 30-му році, проте макет був не ходовим, музей «Ягуара» вирішив поставити машину на хід тільки в 2005 році, що й було зроблено.
У 1998 році відбулося чергове оновлення виробничої програми, цього разу седани марки Jaguar отримали V8 під капот, вперше для «Ягуара», але вдруге для «Даймлера», тепер нова машина називалася Daimler Eight. Як і колись, від «Ягуара» ці машини відрізнялися багатшою обробкою салону і комфортабельною підвіскою (не в останню чергу завдяки іншому розміру покришок), в 2002 році модельний ряд був розширений ще однією моделлю — Daimler Super V8, яка оснащена компресорним мотором від Jaguar XJR.
У 2003 році з'являється зовсім новий автомобіль, який має абсолютно іншу структуру кузова, до того ж, виготовленого з алюмінію, це була серія X350. Версія Daimler по колишньому називалася Super V8, це був довгобазий варіант седана, на який було встановлено компресорний мотор, в 2005 році машину трохи модернізували, насамперед, в декорі зовні і всередині застосували дорожчі матеріали, машину перейменували в Daimler Super Eight, причому в США ця версія несла традиційну назву Jaguar Vanden Plas, а продавалася там як Jaguar Super V8, а модель Vanden Plas була копією європейського Sovereign, наприкінці 2007 року все встало на свої місця, коли була анонсована оновлена версія автомобіля під кодом Х358 .

## Daimler Motor Company у власності Tata (2007-)
У березні 2008 року марки Daimler, Jaguar, Land Rover і Range Rover викупив індійський мільйонер Ратан Тата, а в 2009 році обмеженим тиражем були випущені останні автомобілі цієї легендарної марки, всього ж з 2003 року їх було вироблено менше 900 штук. Однак, поки не варто ставити крапку, тому що індус планує вивести нову модель — спадкоємця DS420, який конкурував би з Bentley і Rolls-Royce, адже недаремно колись казали: «Аристократ купить Daimler, нувориш же — Rolls-Royce».  

## Список легкових автомобілів Daimler
- 1896 — Перший автомобіль Готтліба Даймлера
- 1897 — Daimler 4HP
  - Daimler 6HP
- 1898 — Daimler 8НР
- 1899 — Daimler 12НР
- 1901 — Daimler 4 ½ НР
  - Daimler 7НР
  - Daimler 8,9НР
  - Daimler 11НР
  - Daimler 14НР
  - Daimler 18НР
  - Daimler 22НР
  - Daimler 24НР
- 1902 — Daimler ТА 8НР
  - Daimler ТА 12НР
  - Daimler ТВ 16НР
  - Daimler ТВ 22НР
- 1904 — Daimler 16/20НР
  - Daimler 18/22НР
  - Daimler 28/36НР
- 1905 — Daimler TJ 28/36HP
  - Daimler TK 30/40HP
  - Daimler TK 35/45HP
- 1907 — Daimler TC 57HP
- 1910 — Daimler TO 20HP
  - Daimler ТВ 45НР
- 1917 — Daimler TL 30HP
  - Daimler TJ 45HP Special
  - Daimler ТС 57НР
- 1924 — Daimler R 35HP
- 1925 — Daimler N 45HP
- 1926 — Daimler Double-Six 50
- 1927 — Daimler Double-Six 30
- 1929 — Daimler Q 20/70НР
  - Daimler P 35/120НР
- 1930 — Daimler Double-Six 30/40 (Light Double-Six)
  - Daimler Double-Six 40/50
  - Daimler Twenty Five 20/30HP
- 1931 — Daimler LQ 16/20HP
- 1932 — Daimler Fifteen
- 1933 — Daimler LQ 22
- 1934 — Daimler V26 Straith Eight 32HP
- 1936 — Daimler Light Twenty
  - Daimler Straight Eight 4 ½-Litre
  - Daimler Light Straight Eight E4
- 1937 — Daimler Twenty Four E24
- 1939 — Daimler New Fifteen DB17
  - Daimler New Fifteen DB18 2 ½-litre
  - Daimler Dingo (Scout)
- 1946 — Daimler DE27
  - Daimler DE36
  - Daimler DB18
- 1951 — Daimler DF300 Regency
- 1953 — Daimler DJ250 Conquest
  - Daimler DF304 Regency MkII
- 1954 — Daimler DF400 Regina
- 1955 — Daimler DK400 Regina
  - Daimler DF310 One- O-Four Regency
  - Daimler DJ254 Conquest Century Roadster
  - Daimler DJ255 Conquest Drophead Coupe
- 1958 — Daimler DF316 Majestic
- 1959 — Daimler Dart (SP250)
  - Daimler DQ450 Majestic Major
- 1961- Daimler DR450
  - Daimler V8 2 ½-litre
- 1966 — Daimler Sovereign
- 1967 — Daimler V8 250
- 1968 — Daimler DS420
- 1972 — Daimler Double-Six
- 1983 — Daimler 4.2
- 1986 -  Daimler 3.6 (XJ40)
- 1992 — Daimler Majestic XJ340
  - Daimler Majestic Double-Six XJ381
- 1994 — Daimler Х300
  - Daimler Х305
  - Daimler Х330
- 1996 — Daimler Century Six
  - Daimler Century Double-Six
- 2002 — Daimler Super V8
- 2005 — Daimler Super Eight